# Municipio de Tlaxcala
El municipio de Tlaxcala (pronunciado [tla(k)sˈkala] (escucharⓘ)) es uno de los 60 municipios que conforman la división territorial, la organización política y administrativa del Estado de Tlaxcala, México. De acuerdo al Instituto Nacional de Estadística y Geografía cuenta con una población de 99,896 habitantes, según el censo de 2020, siendo el municipio más poblado del estado.
El municipio pertenece a la Zona metropolitana de Tlaxcala-Apizaco, donde se concentra la mayoría de las principales actividades económicas del estado de Tlaxcala que incluye industrias manufactureras, actividades comerciales y servicios no financieros.
El municipio de Tlaxcala cuenta con 12 localidades y 7 delegaciones, las localidades con mayor población son Ocotlán, Acuitlapilco y Tlaxcala de Xicohténcatl, esta última es la cabecera municipal además de ser la capital de Tlaxcala. El escudo municipal simboliza la palabra Tlaxcala que consiste en dos cerros de los que emergen dos manos haciendo tortillas.

## Toponimia
Por una deformación fonética el concepto de Texcallac (pronunciado [teʃkal:ak], despeñadero) fue modificado por el de Tlaxcalla (AFI: [tlaʃkal:a]). Tlaxcalli (pronunciado [tlaʃkal:i])en náhuatl significa tortilla y con la modificación en la terminación lli por lla el sustantivo pasa a ser singular a plural y quiere decir lugar de tortillas.
La letra 'x' en el nombre del municipio históricamente representaba el fonema /ʃ/ (una fricativa postalveolar sorda, el sonido de la 'sh' actual), sonido que era escrito como X en el español antiguo al momento de la colonización española y, después, en los alfabetos de lenguas indígenas de América codificados por los españoles durante la época virreinal. Debido a cambios fonéticos en el idioma, el fonema /ʃ/ pasó a pronunciarse como una fricativa velar sorda (representada como /x/ en el Alfabeto Fonético Internacional, el sonido de la actual 'j') al principio de una palabra y de forma intervocálica, mientras que pasó a pronunciarse como /s/ al final de una sílaba. De esta forma, Tlaxcala pasó de pronunciarse [tlaʃkala] a [tlaskala]. En 1815, se realizó una reforma ortográfica del idioma español establecida por la RAE, la cual promulgó que la letra 'x' pase a ser reemplazada por la letra 'j' en palabras que históricamente tenían el fonema /ʃ/ al principio de una palabra e intervocálicamente, dejando a la letra 'x' con la pronunciación actual /ks/. Sin embargo, varios topónimos mexicanos retuvieron la letra a pesar de la reforma (incluido el mismo nombre del país, México). Debido a esta situación, surgió la pronunciación [tlaks.kala] como una pronunciación ortográfica del topónimo.

## Historia municipal
La institución occidental de —ciudad-estado libre o civitas— fue implantada en la península hispánica durante la ocupación romana. La civitas se refería a la condición de romano, de ciudadano y a la ciudadanía. Los romanos asignaban con la palabra civitas al conjunto de ciudadanos que integraban una ciudad. Las municipalidades hispanoamericanas estaban reguladas por leyes enmarcadas en las cámaras de los consejos del rey; la legislación señalaba el tamaño y forma de una plaza central, la dimensión de calles, la localización de edificios públicos y la división de las cuadras de la ciudad.
La unidad local de gobierno político en Hispanoamérica fue instaurada de la misma forma de España, —la corporación municipal o ayuntamiento era denominado cabildo—. El cabildo hacía referencia al consejo municipal y al edificio donde se llevaban a cabo las reuniones. Los pueblos en las indias españolas heredaron la vieja organización de la municipalidad castellana del Medioevo. La autoridad municipal estaba a cargo de los regidores o consejeros y de los alcaldes ordinarios o magistrados, la cantidad de regidores era según la importancia del pueblo. Los cabildos ordinarios estaban integrados por alcaldes ordinarios, regidores y el gobernador de la ciudad.

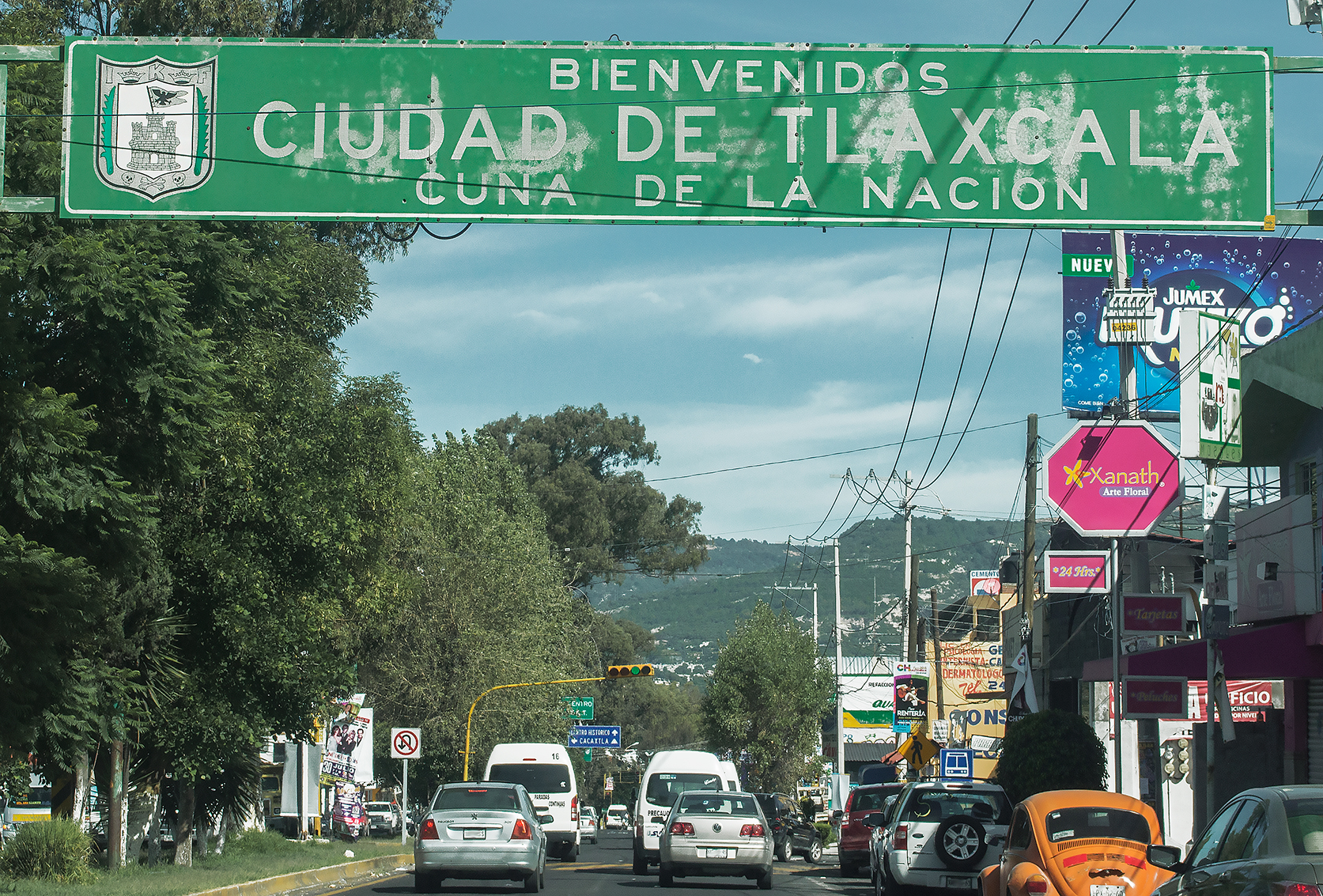
Mensaje de bienvenida con la consigna «Cuna de la Nación» en una de las principales entradas a la ciudad de Tlaxcala.

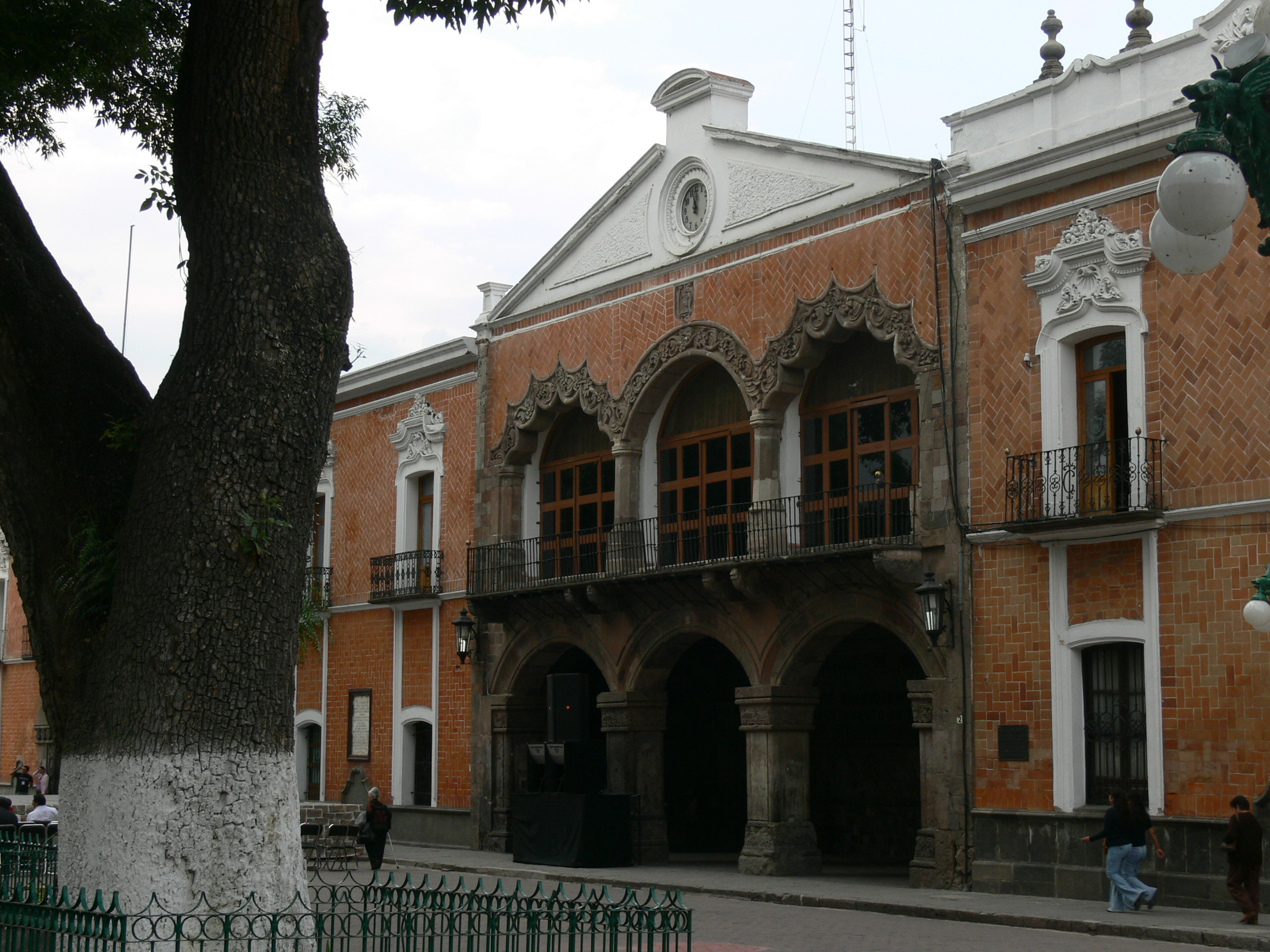
A mediados del las autoridades españolas instalaron el Cabildo indio y establecieron la definición de tierras que serían los bienes propios para el sostenimiento del Cabildo, en 1541 se realizó el repartimiento de los propios de la ciudad de Tlaxcala, con las tierras que cada una de las cuatro principales cabeceras señoriales pondrían a disposición para tal fin.
Los cabildos coloniales traducían legalmente la existenca de una —ciudad—, dándoles una jerarquía política que las destinguía de las simples agrupaciones urbanas.

A principios del siglo XVI los españoles hacen contacto con las altas culturas de Mesoamérica, para el año de 1520 Hernán Cortés logra la conquista de México-Tenochtitlan y desde entonces fundan y pueblan un número significativo de ciudades como la de México cristiano (1521) y Tlaxcala (1521). La fundación de las ciudades hispanoamericanas representaba la consolidación de la conquista, la expresión de arraigo de los invasores y el principio de transformaciones por parte de los nativos. La ciudad representaba expansión territorial, posesión de la tierra y la plataforma de difusión cultural, lingüística y religiosa. En 1523 Hernán Cortés recibió instrucciones sobre tributación y buen trato para los nativos además para que las ciudades que hiciera tuvieran esas mismas recomendaciones «estando en sitios sanos y no anegadizos y de buenas aguas y de buenos aires, y cerca de montes y buena tierra de labranzas». La rápida fundación de ciudades se debió a la simplicidad del diseño urbano que se aplicaba en todas ellas: calles paralelas que se entrecruzaban formando manzanas cuadradas y plazas centrales que proceden de ideas renacentistas.
La vida cotidiana hispanoamericana tenía vínculos con la vida municipal española ya que en América se proyectó el municipio castellano medieval, cada ciudad se regía por reglamentos que tenían como modelo al ayuntamiento de Sevilla y Valladolid. En 1573 las Nuevas Ordenanzas de población precisan la tipología de las ciudades y el número de regidores. Los núcleos urbanos se fueron formalizando creando sus propias normativas dejando constancia en las reuniones de cabildo en libros específicos. Los cabildos debían redactar sus propias normativas y sus ordenanzas municipales que normarán la vida cotidiana. La vida municipal estaban basadas en las ordenanzas de Sevilla hasta que cada ciudad verificaba las suyas: organización del régimen municipal, régimen de vecinos, aseo e higiene, abasto y regulaciones de precios, orden público, etc. Las leyes de 1538 y 1554 ordenaban la no distribución (por costumbres) de tierras por los municipios, era el virrey o el presidente de la Audiencia quien debía otorgarlas a nombre del rey.
El municipio de Tlaxcala tiene origen en el Virreinato de Nueva España cuando la Corona española ordenó la instauración del cuerpo municipal llamado regimiento que formaba parte del Reino de México. A partir de la fundación del México virreinal el regimiento pasó a depender de la Real Audiencia de México y del virrey Antonio de Mendoza y Pacheco quién cambió las formas de gobierno prehispánico a un cabildo indio novohispano. El cabildo era una corporación municipal creada por el Imperio español para la administración de las ciudades y sus territorios.
El cabildo —también llamado ayuntamiento o concejo (concillium)— tenía como función principal canalizar el tributo de las arcas reales hacia la Corona española; además de, asuntos de política, justicia y administración. El cabildeo se realizaba empleando la lengua náhuatl en la sala capitular ubicada en la plaza principal de la ciudad. Las primeras ordenanzas para el inicio de funciones del cabildo de la ciudad fueron hechas en 1545 donde se estableció:ordenó y mandó que la elección que suelen y acostumbran hacer de gobernador, alcalde y regidores, lo hagan doscientos y veinte electores y el día de año nuevo como lo tienen de costumbre.

### Era prehispánica
Tlaxcallan fue una entidad política y territorial importante en Mesoamérica durante el período prehispánico. Estaba compuesto por cuatro cabeceras políticas principales: Tizatlán, Ocotelulco, Quiahuiztlan y Tepeticpac. Estas cabeceras, también llamadas altépetl, tenían una estructura política y social autónoma pero estaban unidas bajo una entidad común: Tlaxcallān.
Cada una de estas cabeceras estaba gobernada por un señor, quien era el líder político y militar de su respectivo territorio. Estos señores tenían un grado significativo de autoridad sobre sus comunidades, aunque también estaban sujetos a las decisiones y acuerdos tomados en conjunto por todos los señores de las cabeceras.
Uno de los aspectos más interesantes de la organización política de Tlaxcallān era su sistema de gobierno compartido, que se asemejaba a una república. La estructura política única de Tlaxcallān, con su sistema de cabeceras autónomas pero interconectadas, junto con el gobierno compartido entre los señores, contribuyó al éxito y la longevidad de esta entidad en un período de intensa competencia política en Mesoamérica. Su modelo de república descentralizada y participativa proporciona un fascinante ejemplo de organización política prehispánica en la región.

### Era virreinal
| Ciudad indígena | Ciudad novohispana     | Primer santo patrono        | Año  | Escudo de armas |
| --- | ---------------------- | --------------------------- | ---- | --------------- |
| - | Ciudad de México       | San Hipólito                | 1523 |                 |
| - | Veracruz               | Santa Cruz                  | 1523 |                 |
| - | Segura de la Frontera* | -                           | 1523 |                 |
| - | Antequera*             | ¿Santa María?               | 1532 |                 |
| - | Puebla                 | San Miguel y Santos Ángeles | 1533 | 1538            |
| Tzintzuntzan** | Tzintzuntzan**         | ¿San Francisco?             | 1534 |                 |
| Tlaxcala*** | Tlaxcala***            | La Asunción                 | 1535 |                 |
| * En 1532 el escudo de armas y título de ciudad de Segura de la Frontera fue cedido al ayuntamiento de Antequera ** Años más tarde el título de Tzintzuntzan fue cedido a Pátzcuaro *** El nombre original de Tlaxcallan fue casteñanizado a Tlaxcala |                        |                             |      |                 |

En el año de 1520 Hernán Cortés intervino en la sucesión del soberano del Hueytlatocayotl Tlaxcallan aprobando la forma inicial de organización del primer gobierno provincial, a partir de esta fecha y hasta el año de 1545 hubo un gobernador indio quien encabezaba el cabildo de Tlaxcala integrado por funcionarios de los cuatro altépetl imperantes antes de la conquista española. El Imperio español adaptó la organización política y territorial precedente para establecer un nuevo gobierno sobre el antiguo hueytlatocayotl y delimitó la división administrativa de los cuatro altepetl llamándolos señoríos para castellanizar a los tlahtoques.
Los cuatro señoríos que conformaban al Hueytlatocayotl Tlaxcallan fueron un centro de poder político que tenía influencia sobre otros señoríos de menor importancia: Ocotelulco hacia el sur, Tepeticpac hacia el norte, Tizatlan hacia el oriente y Quiahuiztlan hacia el poniente. La organización política y administrativa de la provincia novohispana se fundamentó en esta influencia prehispánica.
En 1541 se llevó a cabo el repartimiento de las tierras que serían los bienes propios del cabildo de la ciudad y por medio de los cuales se obtendría el pago de tributos y del propio sostenimiento del cabildo. La posesión de las tierras existentes en la provincia de Tlaxcala eran producto de los privilegios otorgados al Cabildo indio por la Corona española. Existían diversos tipos de propiedades como: tierras, huerta, extracción de madera, toma de agua y ejidos. Estas propiedades se arrendaban a pueblos como: San Juan Totolac, San Pablo Zitlaltepec, Amozoque, Nopalucan, Tepatlaxco y Tepetitlán. A finales de los años 1700 y principios de los años 1800 el cabildo obtenía réditos y pagos de haciendas y ranchos; las haciendas de Santa Marta en Ixtacuixtla y la hacienda de San Francisco Soltepec en Huamantla aportaban recursos al pagar por el usufructo de los terrenos. El cabildo también obtenía ingresos por arrendamiento de tierras, montes, aguas o casas y por el ramo de impuestos. El Cabildo indio contaba con un patrimonio que le permitía garantizar su sustento material, su autonomía frente a otras instancias y llevar a cabo sus funciones de gobierno.
Los pipiltin o nobleza tlaxcalteca ocupaban diversos cargos como: gobernador, regidor, mayordomo y ayudantes. La elección del responsable de cada uno de los cargos era por medio de elección o designación. Los nobles con mayor jerarquía eran los tlatohque de cada uno de los altepeme o barrios de la antigua ciudad de Tlaxcallan quienes tenían el título de «regidores perpetuos». Algunos de los cargos por designación eran de origen prehispánico como el tequitlato que se encargaba del reclutamiento en el trabajo de los maceualtin o persona común y del cobro de tributos.
Los pipiltin originarios de la ciudad de Tlaxcala relegaron a nobles ajenos a las casas gobernantes tradicionales a ocupar puestos principales del gobierno indio. Por arriba de los tlatohque estaba el cargo de gobernador que era ocupado rotativamente por los alcaldes de los cuatro altepeme.
El cabildo tlaxcalteca conservó, hasta cierto punto, parte de la autoridad del gobierno indígena; en el año de 1553 la Corona española ofreció tierras en venta, localizadas en los límites de Atlihuetzyan y Nopalucan, para gente proveniente de la Península pero los miembros del cabildo se opusieron a la venta y dijeron que ellos eran quien gobernaban a la ciudad de Tlaxcala.
El territorio del Virreinato de Nueva España fue dividido en diferentes formas; una de ellas fueron las divisiones territoriales indígenas que se convirtieron en reinos que a su vez se dividieron en provincias y gobernaciones. La Real Audiencia de México creó las divisiones territoriales administrativo-judiciales que se subdividían en corregimientos, alcaldías y gobiernos. También existía la división territorial eclesiástica.
Tomando como base la «división antigua» los conquistadores españoles hicieron catorce grandes divisiones entre las que se encontraba el Reino de México integrado por las provincias mayores de: México, Tlaxcala, Puebla de los Ángeles, Antequera y Michoacán.
Dentro de la división administrativo-judicial la Corona española instauró la primera audiencia como tribunal real y procurar reducir los límites territoriales de las ciudades y quitarles el control sobre algunos pueblos. Durante la segunda mitad del siglo XVI se establecieron las audiencias en cada jurisdicción con autoridades nombradas como alcaldes mayores o corregidores. El nombre de alcaldía, corregimiento o gobierno dependía si estaba a cargo un alcalde mayor, corregidor o gobernador.
El título de alcalde mayor se instauró en España por la costumbre de agrupar territorios que estaban bajo la administración de un gobernante real, en el resto de la península la administración estaba a cargo de un corregidor. En la Nueva España los alcaldes y corregidores tenían como función ser delegados reales con funciones de gobierno que incluían la administración, justicia, guerra y hacienda. Debido a que las provincias  tenían una gran extensión territorial tuvieron que ser divididas en distritos menores que estaban a cargo de un oficial o teniente de alcalde mayor que a su vez estaban subordinados al alcalde mayor.  El título de gobernador implicaba realizar funciones militares además de las funciones civiles y judiciales. Las provincias de  Tlaxcala, Veracruz, Acapulco y Yucatán tuvieron un gobernador.  
Tlaxcala tuvo el título de corregimiento en 1531 a 1555-1557, de 1555 a 1557 fue alcaldía mayor. Para 1585 existía el título de Gobernador quien fue nombrado directamente por el Rey español a petición de los tlaxcaltecas.
La división territorial basada en las cuatro cabeceras prehispánicas empezó a modificarse por las reformas borbónicas. El 4 de diciembre de 1786, el rey Carlos III firmó la Real Ordenanza de Intendentes de Exército y Provincia de Nueva España que creó doce intendencias en el Virreinato de Nueva España reemplazando a los reinos, comandancias, corregimientos y alcaldías mayores. 

Artículo I: A fin de que mi Real voluntad tenga su pronto y debido efecto, mando se divida por ahora en doce Intendencias el distrito de aquel Imperio, sin incluir las Californias, y que en lo sucesivo se entienda por una sola Provincia el territorio ó demarcacion de cada Intendencia con el nombre de la Ciudad que hubiese de ser su, Capital, y en que habrá de residir el Intendente, quedando las que en la actualidad se titulan Provincias con la denominacion de Partidos, y conservando estos el nombre que tienen aquellas. Será una de dichas Intendencias la General de Exército y Provincia que se ha de establecer en la Capital de México. Las otras once serán solo de Provincia, y de ellas se habrá de establecer una en la Ciudad de la Puebla de los Angeles; otra en la Ciudad y Plaza de la Nueva-Veracruz; otra en la Ciudad de Mérida de Yucatan; otra en la Ciudad de Antequera de Oaxaca; otra en la Ciudad de Valladolid de Mechoacan; otra en la Ciudad de Santa Fe de Guanaxuato; otra en la Ciudad de San Luis Potosí; otra en la Ciudad de Guadalaxara; otra en la Ciudad de Zacatecas; otra en la Ciudad Durango, y la restante será la que ya se halla establecida en la Ciudad de Arispe, y se extiende á las dos Provincias de Sonora y Sinalóa.

La alcaldía mayor de Tlaxcala perteneció a la intendencia de Puebla pero el Ayuntamiento de la ciudad de Tlaxcala logró, en 1793, su separación de dicha intendencia teniendo desde entonces un gobierno militar y dependiendo directamente del virrey; esta jerarquía se prolongó hasta el final del Virreinato. El partido de Tlaxcala se dividió en 7 cuarteles con  gobiernos locales: la Ciudad de Tlaxcala, San Felipe Ixtacuixtla, San Luís Huamantla, San LuísApizaco, Santa María Nativitas, Santa Ana Chiautempan y San Agustín Tlaxco.
Las intendencias son el antecedente de los estados mientras que los partidos (alcaldías, corregimientos o gobiernos) son el antecedente de los municipios.

### Evolución territorial
A mediados del siglo XVI las autoridades españolas instalaron el Cabildo indio y establecieron la definición de tierras que serían los bienes propios para el sostenimiento del Cabildo, en 1541 se realizó el repartimiento de los propios de la ciudad de Tlaxcala, con las tierras que cada una de las cuatro principales cabeceras señoriales pondrían a disposición para tal fin. 

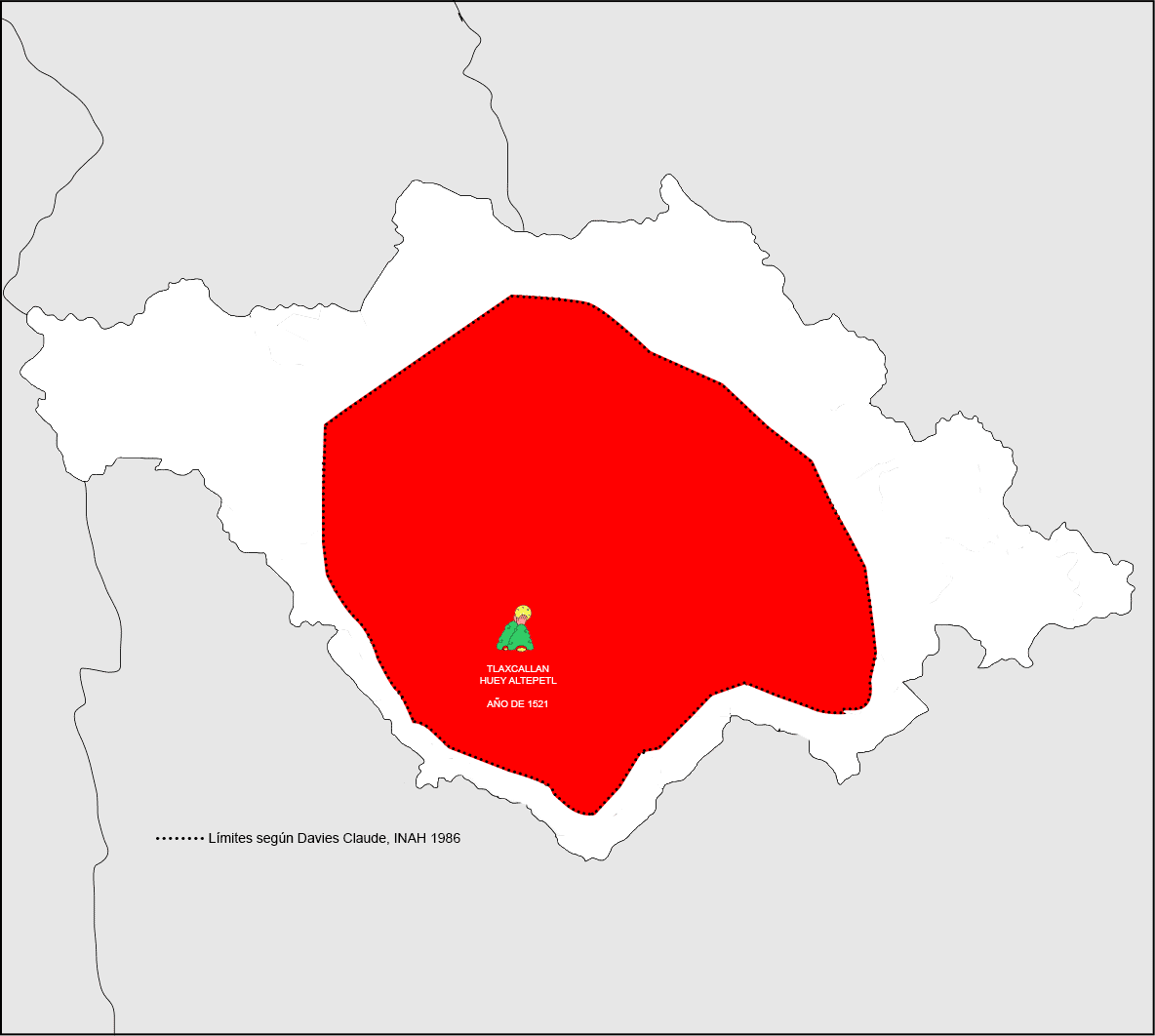
HUEY ALTEPETL 1331
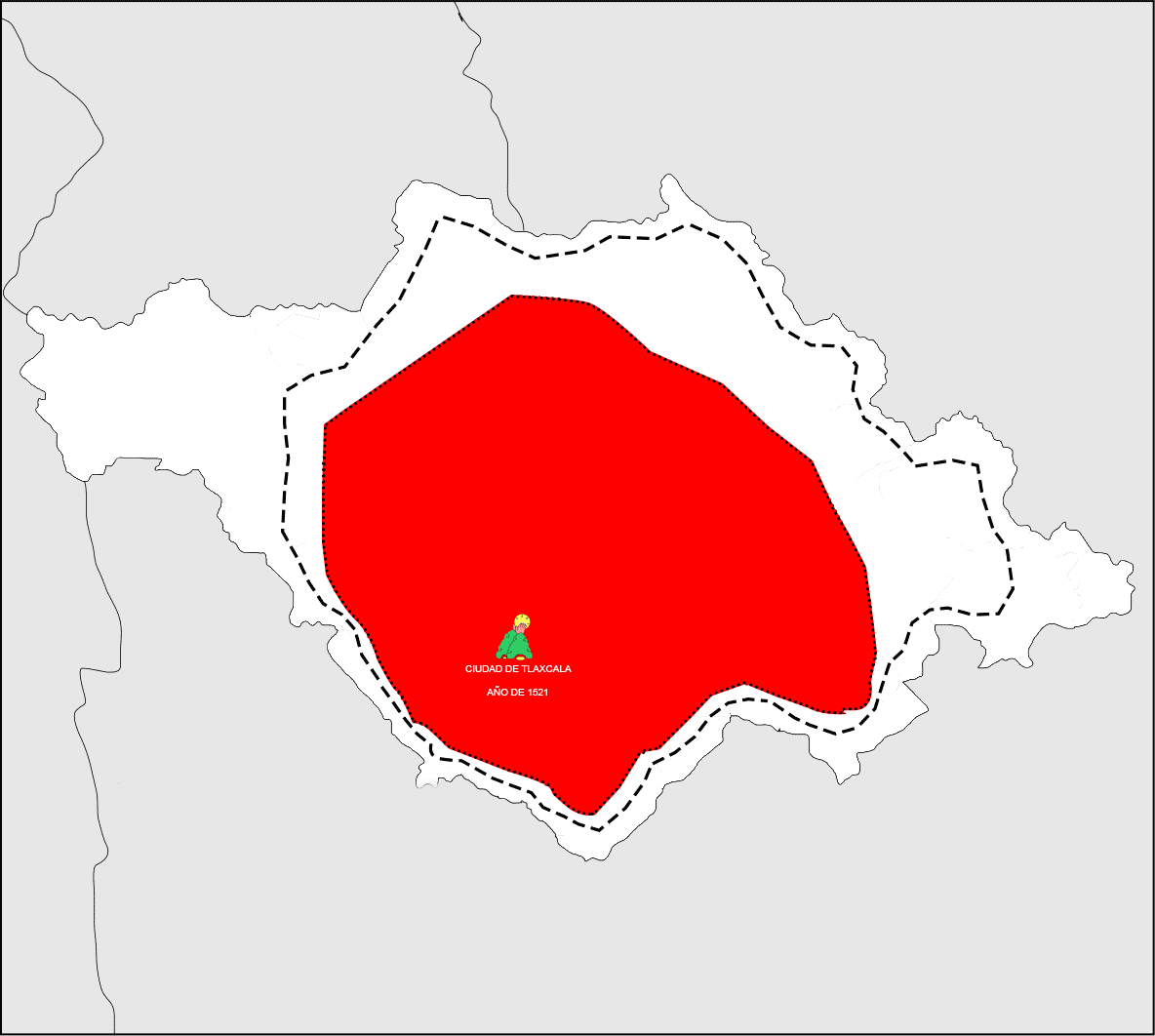
PROVINCIA 1521
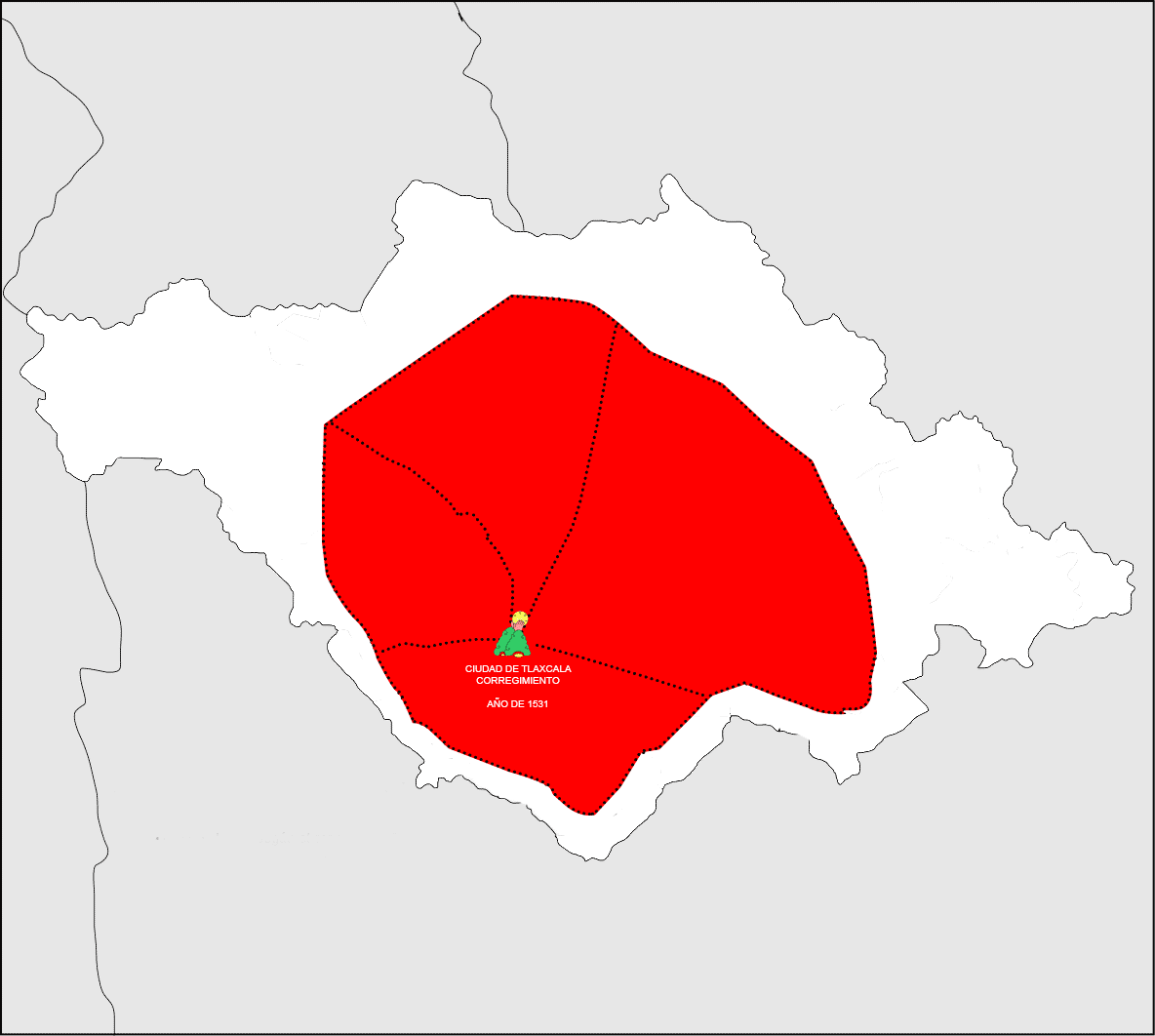
CORREGIMIENTO 1531
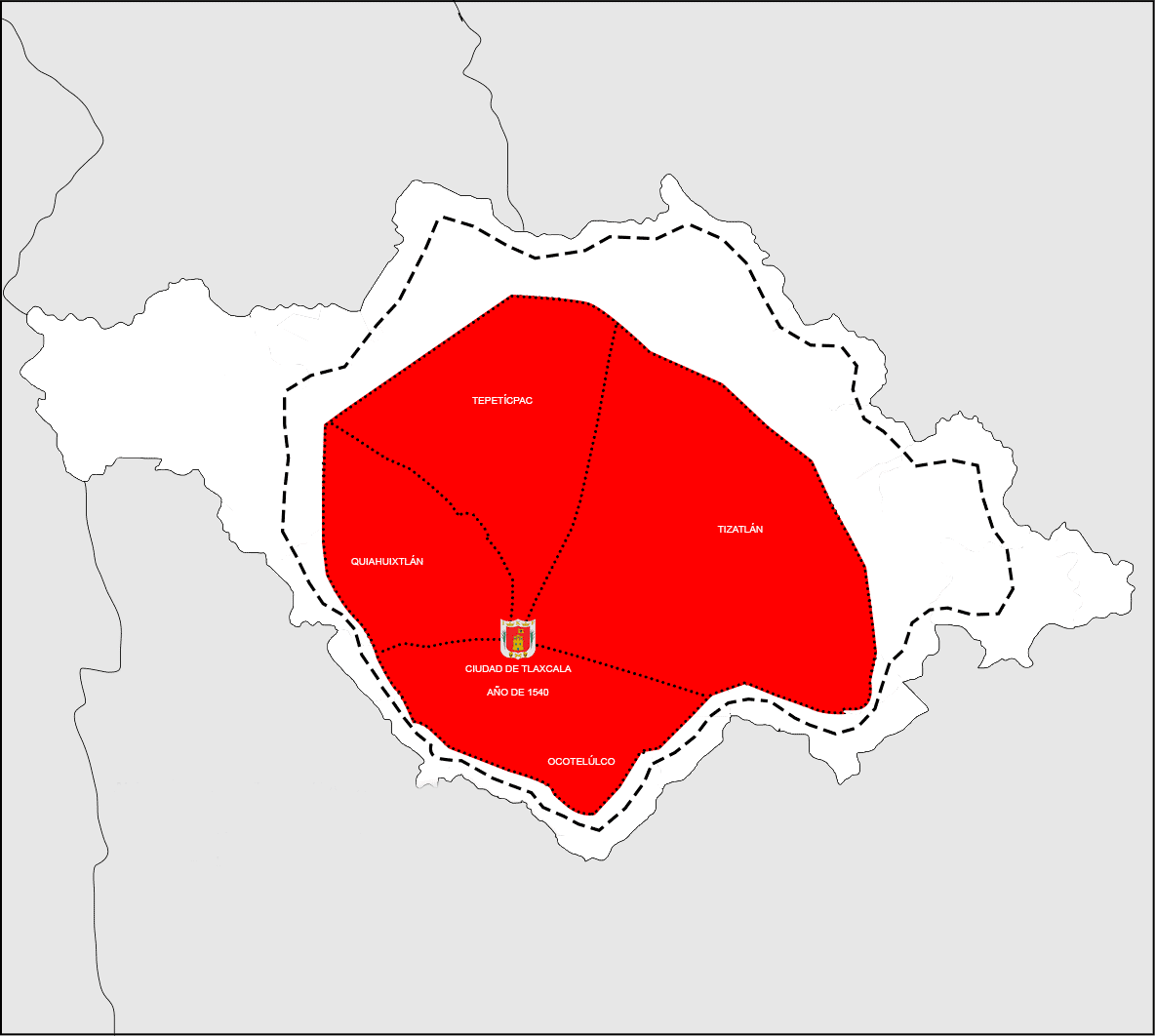
4 CABECERAS 1540
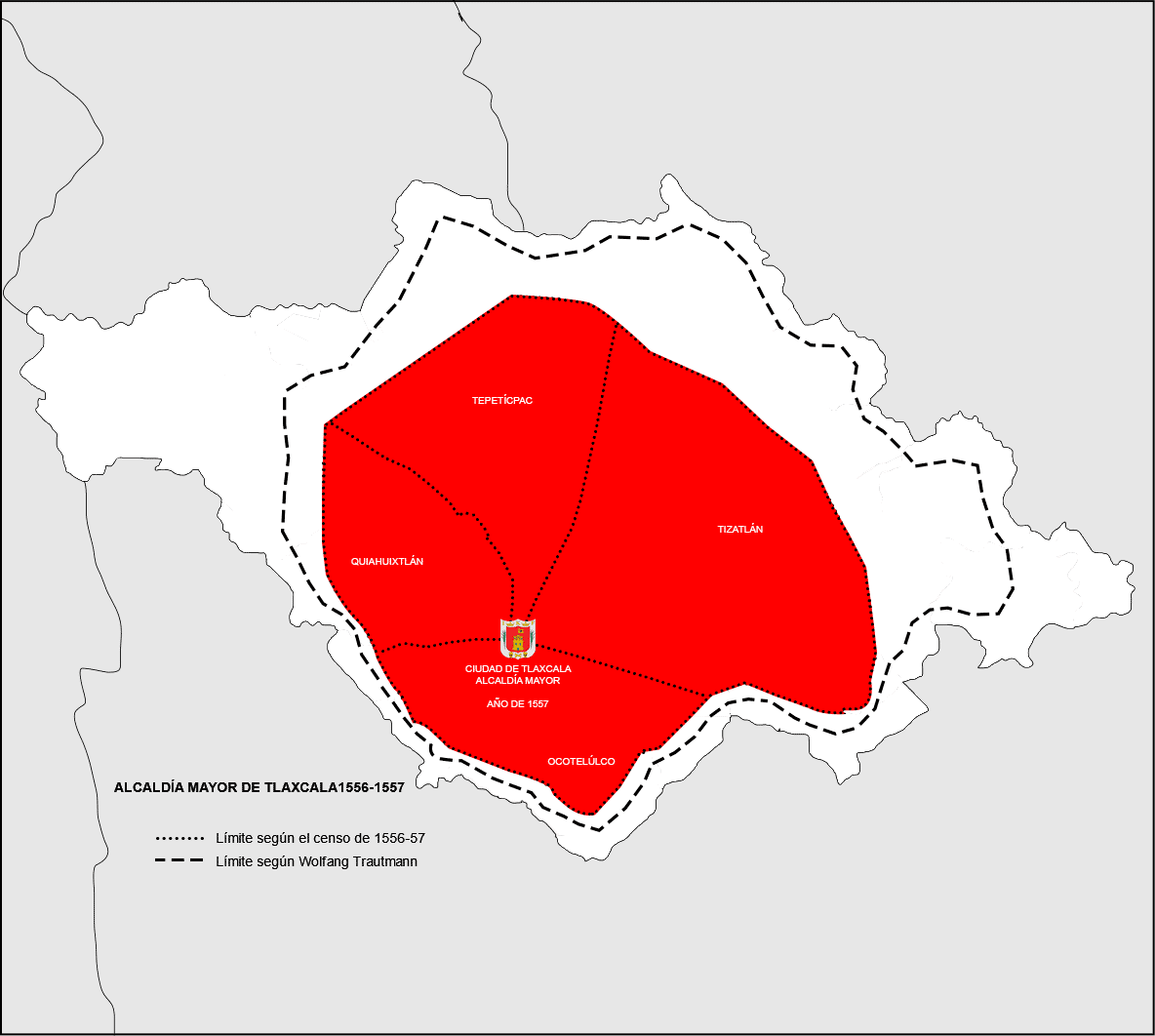
ALCALDÍA MAYOR 1556
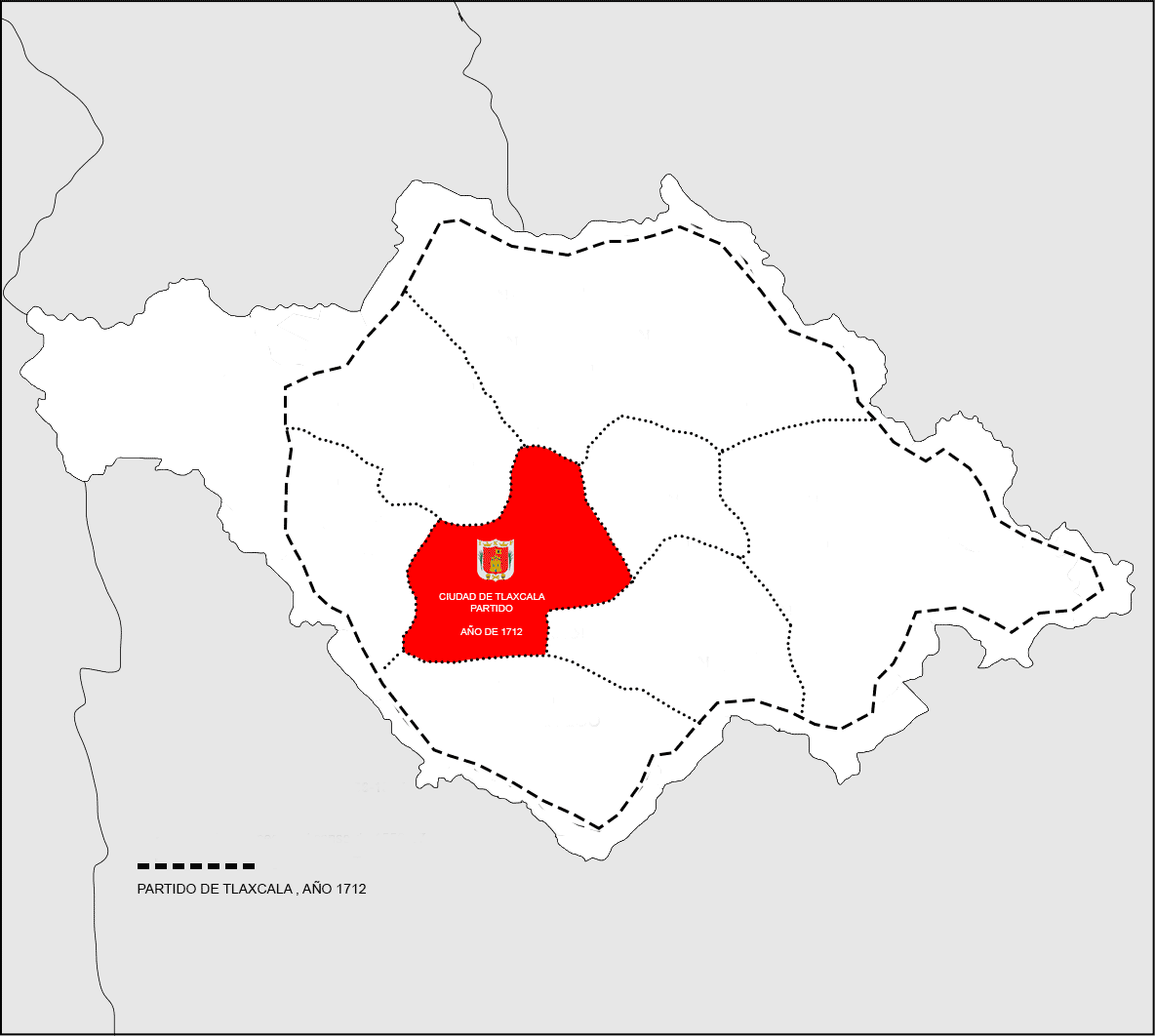
PARTIDO 1712
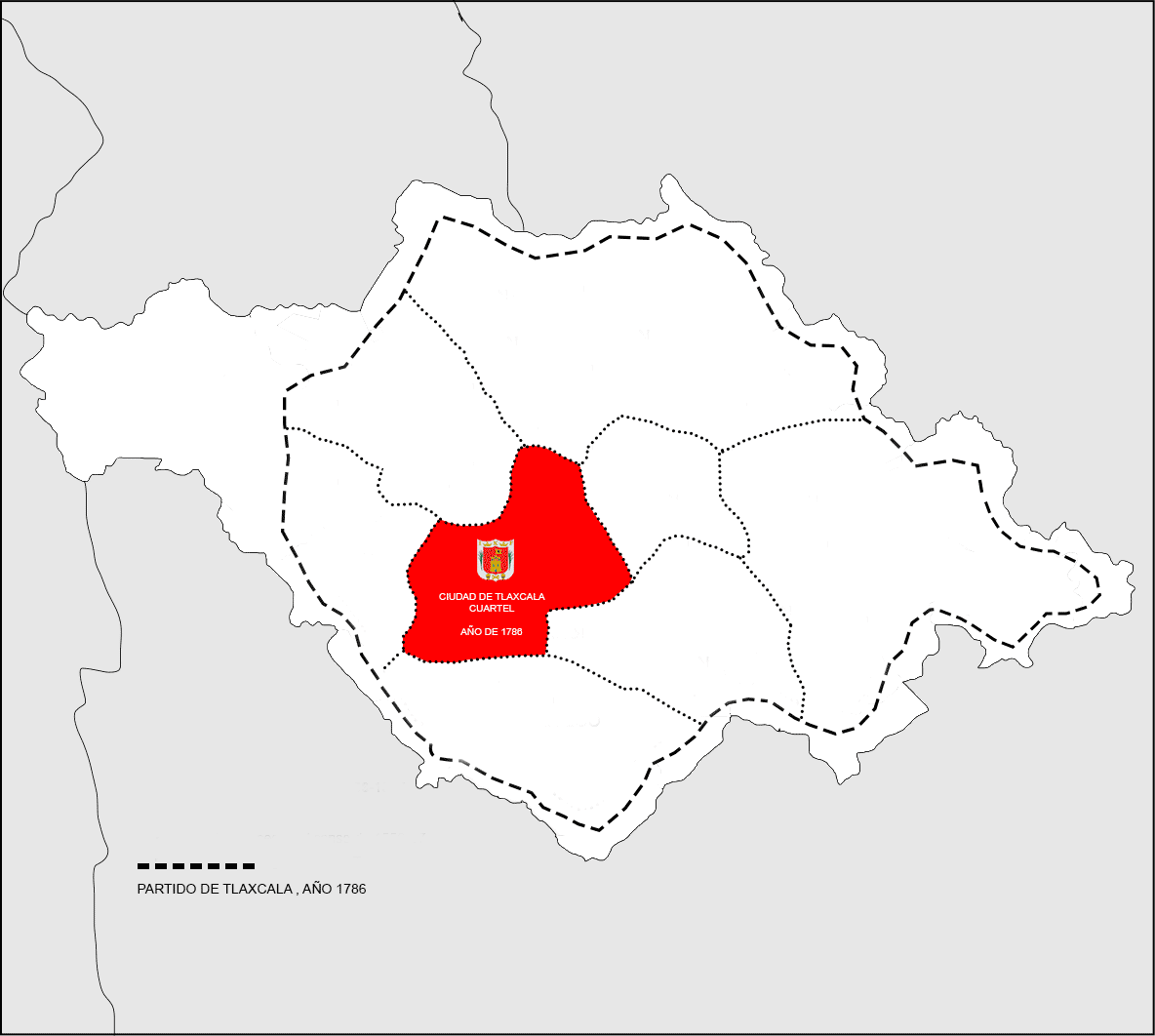
CUARTEL 1786
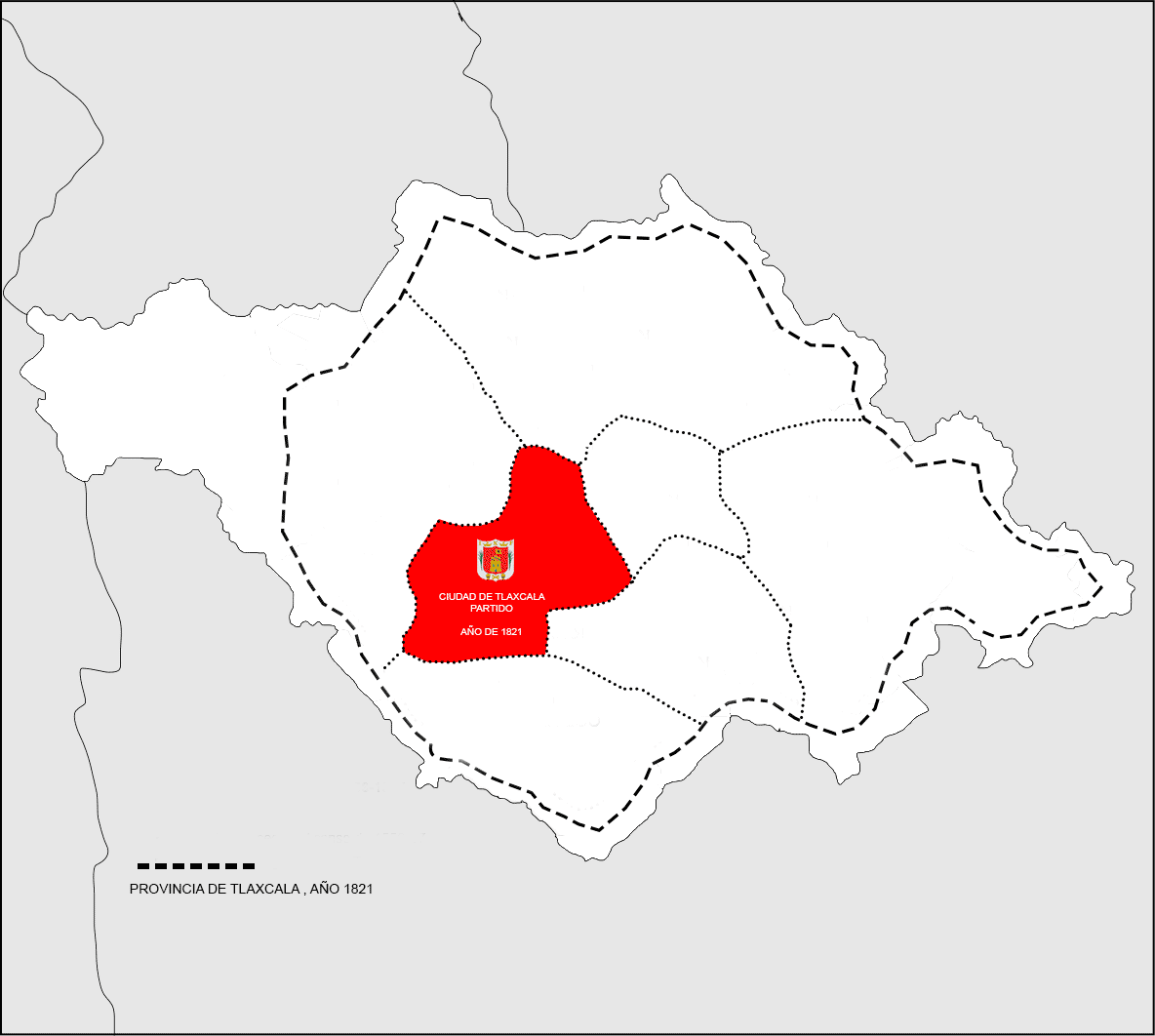
PARTIDO 1821
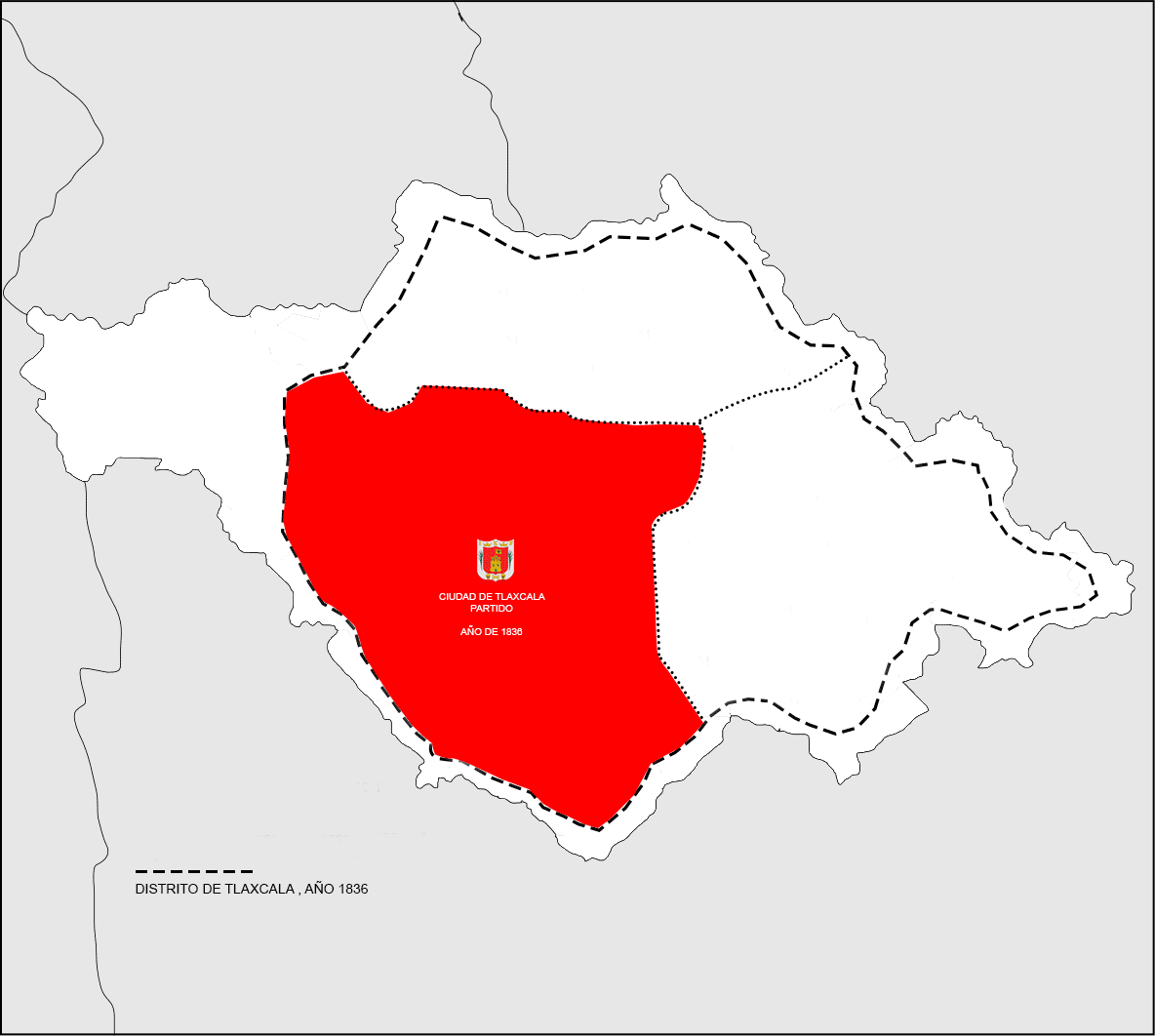
PARTIDO 1836
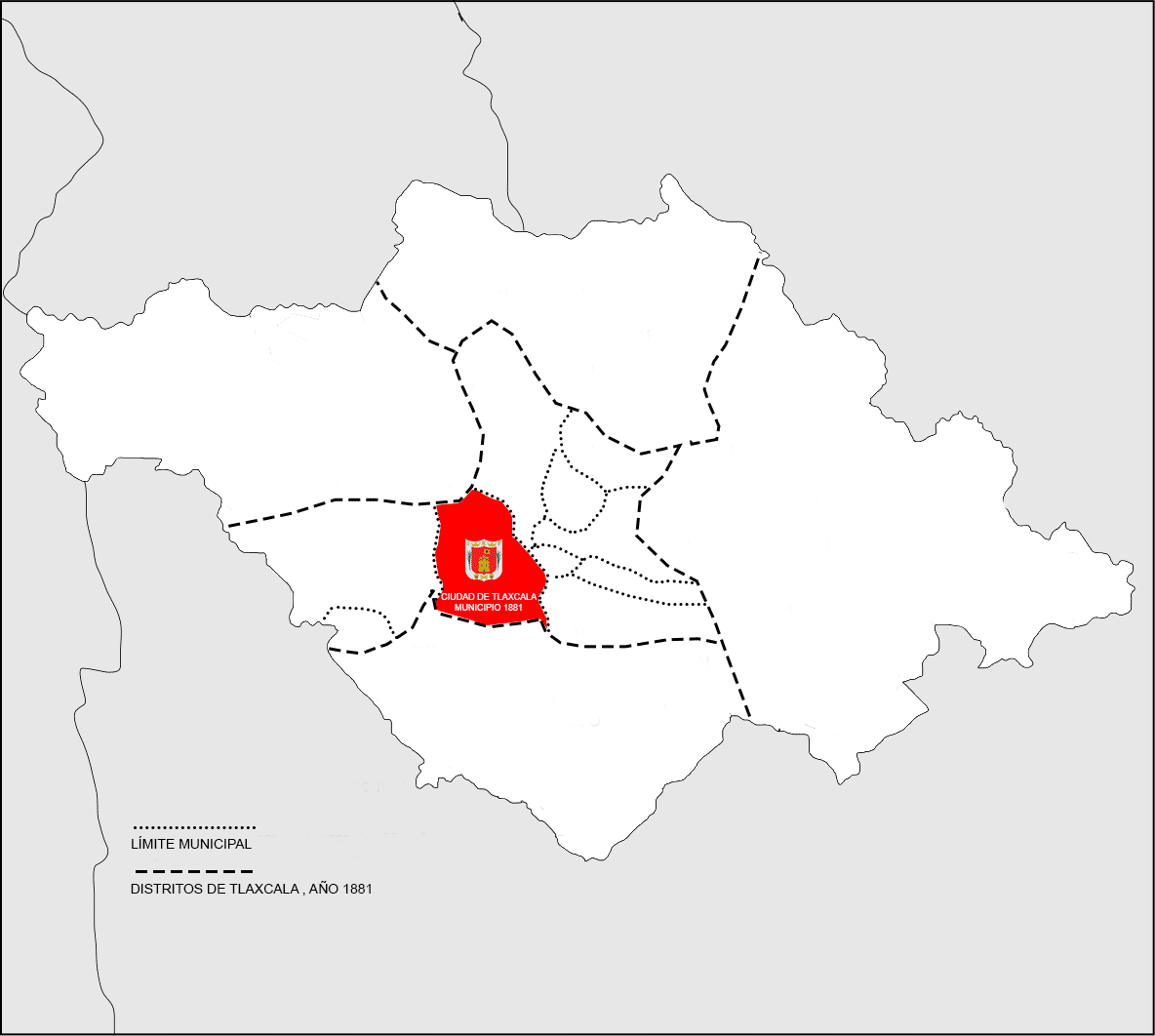
DISTRITO 1881
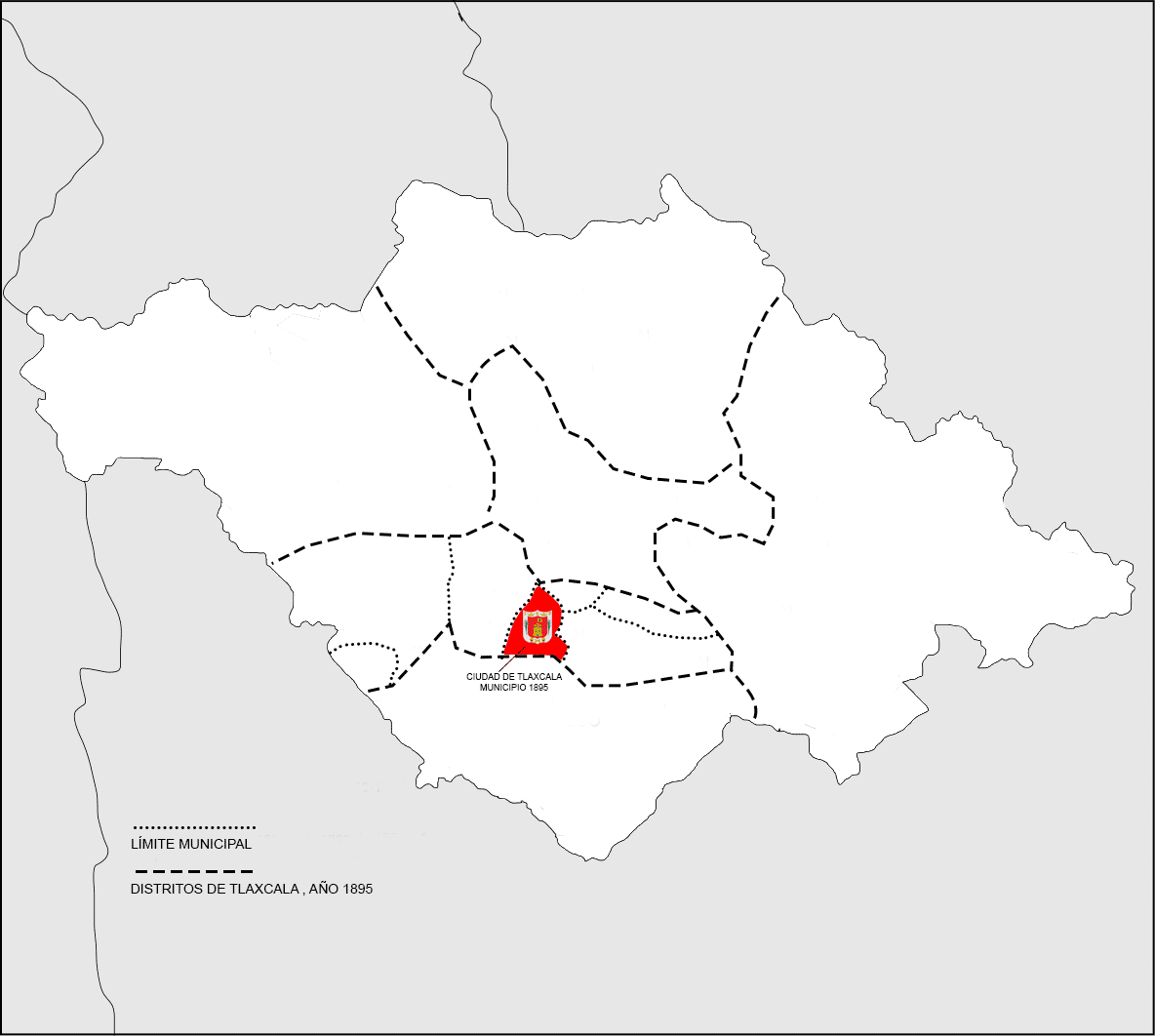
DISTRITO 1895
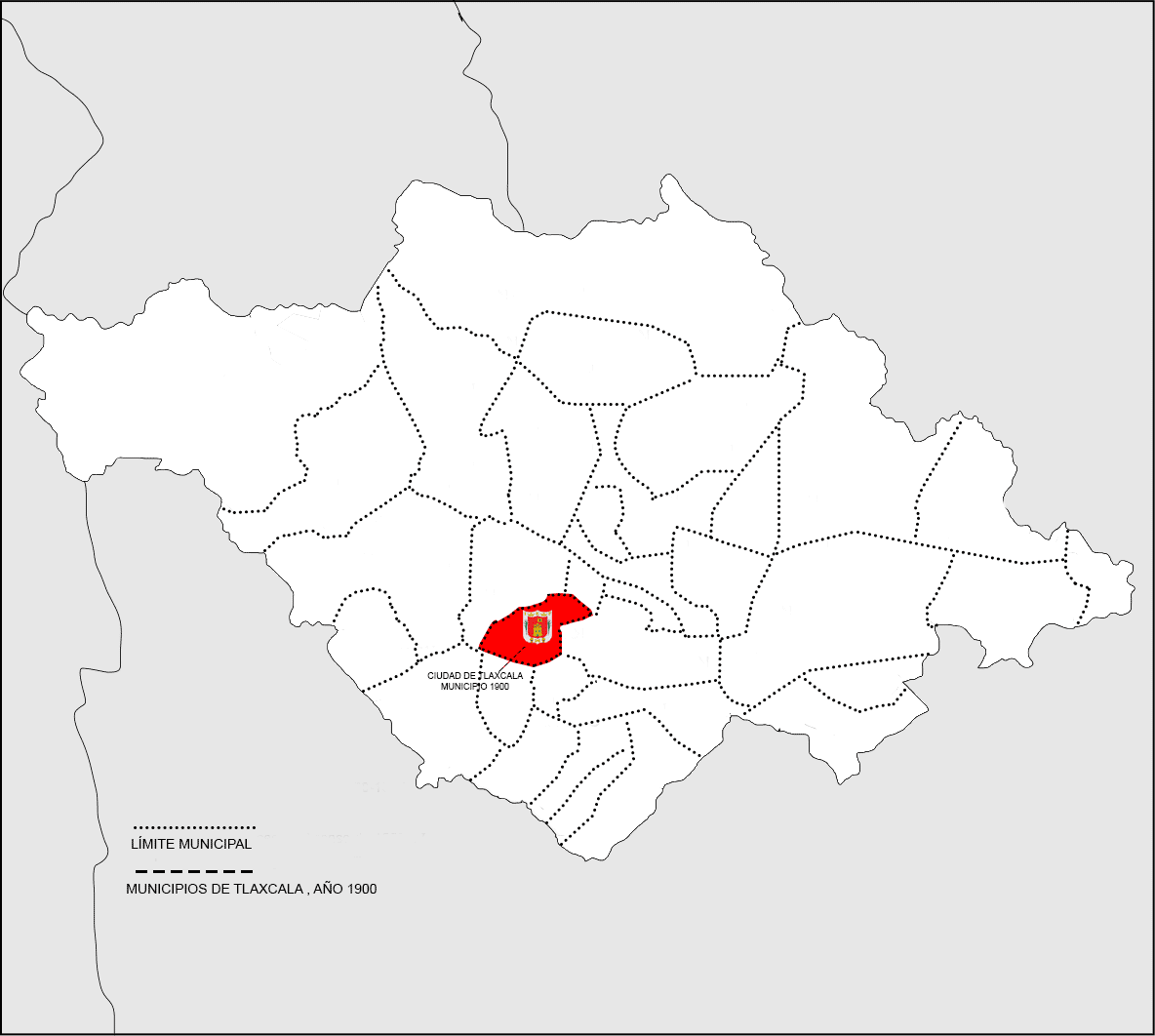
MUNICIPIO 1900

División territorial del cuartel de Tlaxcala en 1786
Pueblos: 
- San Francisco Tometzontla
- San Juan Totola
- San Lucas Cuautelulpan

- San Nicolás Panotla
- San Sebastián Atlapa
- De la Santísima Trinidad
- San Tadeo Huiloapan
- Santa María Acuitlapilco
- Santa María Axotla

División territorial del Partido de Tlaxcala en 1836
Cabeceras de ayuntamiento: 
- Tlaxcala

- Apetatitlán
- Santa Ana Chiautempan
- Hueyotlipan
- San Felipe Yxtacuixtla
- San Bernardino Contla
- Santa María Nativitas
- San Nicolás Panotla
- San Pablo del Monte
- Santa Cruz Tlaxcala
- San Francisco Topoyanco
- San Luis Teolocholco
- Santa Isabel Tetlatlahuca
- San Martín Xaltocan
- San Dionisio Yauhquemecan
- Santa Inés ZacateIco
- Santiago Tetla

División territorial del Distrito de Tlaxcala en 1865
Municipalidades: 
- Tlaxcala

- Ixtacuixtla
- Nativitas
- Tetlatlahuca
- Tepeyanco
- Zacatelco
- Chiautempan
- Teolocholco
- San Pablo del Monte
- Apetatitlán
- Santa Cruz Tlaxcala
- Yauquemecan
- Xaltocan
- Hueyotlipan
- Calpulalpan

## Desarrollo social
Indicadores del Programa de las Naciones Unidas para el Desarrollo del índice de desarrollo humano (IDH) y niveles de pobreza de la CONEVAL; para la clasificación nacional se toma un universo de 2.456 municipios (incluye delegaciones del DF), mientras que para la lista de clasificación estatal se tiene un universo de 60 municipios:
| Año/Indicador | Pobreza       | Pobreza moderada | Pobreza extrema | Vulnerable por carencia social | Vulnerable por ingreso | No pobre y no vulnerable |
| ------------- | ------------- | ---------------- | --------------- | ------------------------------ | ---------------------- | ------------------------ |
| 2010          | 35.0%         | 31.7%            | 3.4%            | 20.3%                          | 9.2%                   | 35.4%                    |
| 2015          | 33.6% (-1.4%) | 32.1% (+0.4%)    | 1.5% (-1.9%)    | 28.2% (+8.1%)                  | 10.3% (+1.1%)          | 27.9% (-7.5%)            |

| Año  | IDH   | Clasificación Nacional | Clasificación Estatal |
| ---- | ----- | ---------------------- | --------------------- |
| 2000 | 0.853 | 17°                    | 1°                    |
| 2005 | 0.881 | 46° (29)               | 1°                    |
| 2010 | 0.832 | 15° (31)               | 1°                    |
| 2015 | 0.843 | 16° (1)                | 1°                    |

| Año  | Índice | Clasificación Nacional | Clasificación Estatal |
| ---- | ------ | ---------------------- | --------------------- |
| 2000 | 0.814  | 35°                    | 1°                    |
| 2005 | 0.791  | 132° (97)              | 2° (1)                |
| 2010 | 0.795  | 110° (22)              | 1° (1)                |
| 2015 | 0.797  | 170° (60)              | 1° (1)                |

| Año  | Índice | Clasificación Nacional | Clasificación Estatal |
| ---- | ------ | ---------------------- | --------------------- |
| 2000 | 0.893  | 9°                     | 1°                    |
| 2005 | 0.900  | 9°                     | 1°                    |
| 2010 | 0.793  | 6° (3)                 | 1°                    |
| 2015 | 0.802  | 7° (1)                 | 1°                    |

| Año  | Índice | Clasificación Nacional | Clasificación Estatal |
| ---- | ------ | ---------------------- | --------------------- |
| 2000 | 0.853  | 66°                    | 1°                    |
| 2005 | 0.953  | 37° (29)               | 1°                    |
| 2010 | 0.906  | 223° (186)             | 18° (18)              |
| 2015 | 0.939  | 39° (184)              | 3° (15)               |

La percepción que tienen los ciudadanos respecto a la calidad de vida que les brinda la ciudad tiene un índice de.63, ubicándose en el lugar 40 de las 51 principales ciudades del país.

## Demografía
Hasta el año 2015 los índices demográficos de la ciudad de Tlaxcala señalaban que era el municipio más poblado y de más rápido crecimiento en el estado de Tlaxcala, esta tendencia se mantendrá en los próximos años ya que para el año 2018 será el —único municipio en rebasar los 100 000 habitantes—.
| Demografía de la ciudad de Tlaxcala |
| |
| Municipio de Tlaxcala En el año 2018 será el primer municipio en sobrepasar los 100 000 habitantes. Zona metropolitana de la capital del estado de Tlaxcala |

## Zona conurbada

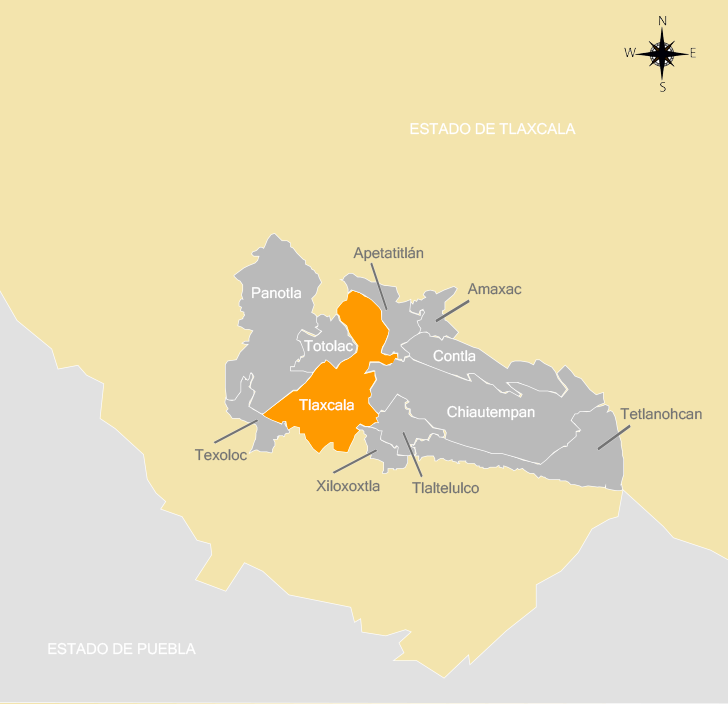
Mancha urbana de los 10 municipios que se encuentran conurbados con la ciudad capital de Tlaxcala.

El municipio de Tlaxcala  junto con las áreas urbanas continuas de los municipios de Apetatitlán de Antonio Carvajal, Chiautempan, Contla de Juan Cuamatzi, La Magdalena Tlaltelulco, Panotla, San Damián Texóloc, San Francisco Tetlanohcan, Santa Isabel Xiloxoxtla, Teolocholco y Totolac, conforman una misma aglomeración urbana que hasta el año de 2015 tenía una superficie urbana de 42.0 km².

### Vialidades

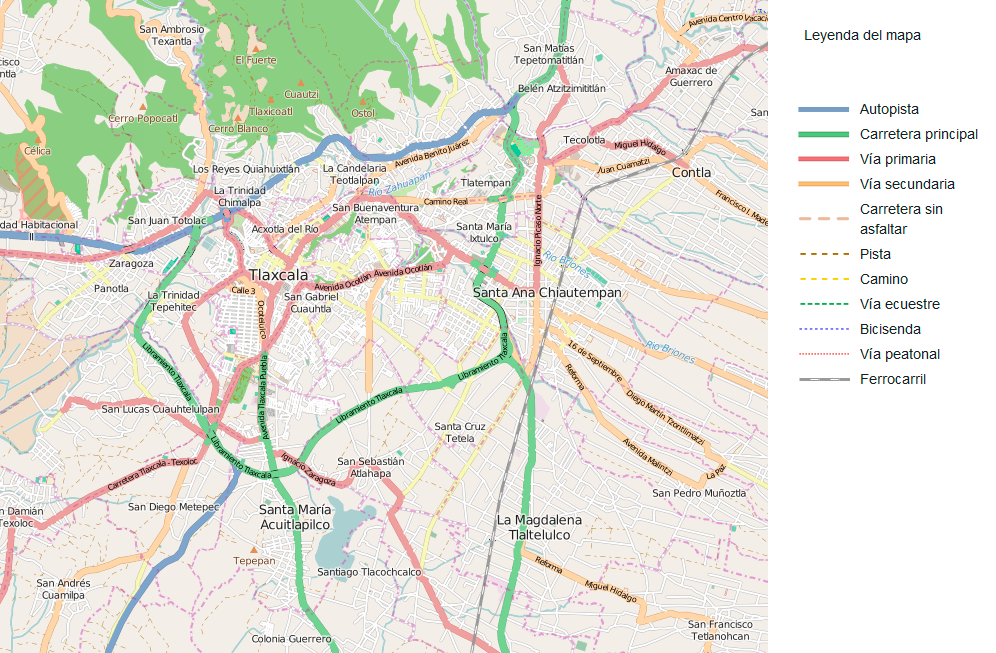
Red vial de la ciudad de Tlaxcala y su zona conurbada

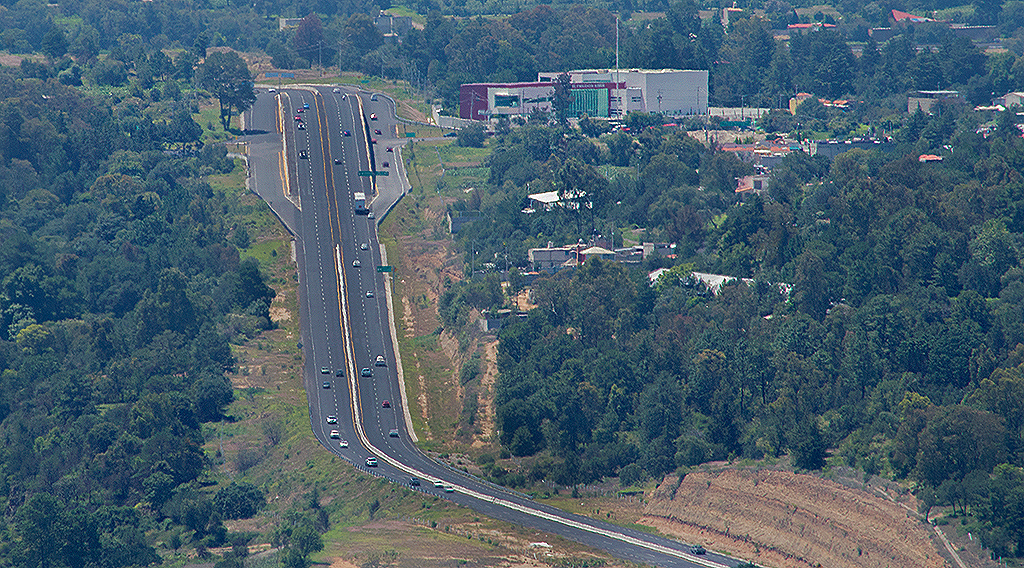
Vía rápida conocida como Libramiento o Periférico

El periférico es la única y principal vía rápida que rodea por el sur la zona conurbada, sus entronques y distribuidores con las siguientes vialidades complementan la red primaria de movilidad:
Entronque
- Bulevard metropolitano Puebla - Tlaxcala. Vía primaria hacia la ciudad de Puebla, es una de las principales incorporaciones al periférico, además, cuenta con dos importantes entradas en la ciudad de Puebla, su longitud es de 25 kilómetros. Esta vialidad tiene 8 carriles de circulación, 4 centrales y 4 laterales en 1.5 kilómetros.
- Autopista a Puebla. Vía rápida de cuota hacia la ciudad de Puebla con incorporación al periférico ecológico a la altura de la planta de Volkswagen de México.
- Bulevard Tlaxcala-Cacaxtla (proyecto). Vía secundaria con incorporación a periférico, es una vía alterna al bulevard Tlaxcala - Puebla.

Distribuidor
- Vía corta a Puebla. Este distribuidor vial permite conectar el periférico de la ciudad con la vía primaria "vía corta" que corre de sur a norte por la zona este de la zona conurbada.
- Autopista a México, D.F. Autopista de cuota que sirve de vía primaria para la zona oeste de la zona conurbada.

Otras vialidades:
- Bulevard Guillermo Valle. Vía primaria que permite entrar al centro de la ciudad, se caracteriza por sus imponentes árboles en el camellón central.
- Calzada Ocotlán. Vía primaria que cruza gran parte de la ciudad.

### Calidad de vida
Los indicadores del Índice de Desarrollo Humano (IDH) sintetizan el avance obtenido en tres dimensiones básicas para el desarrollo de las personas: posibilidad de gozar de una vida larga y saludable, educación y acceso a recursos para gozar de una vida digna. Los municipios que lideran estos indicadores a nivel estatal son:
| Año  | Municipio   | Índice de ingreso per cápita anual | Clasificación Estatal | Índice de educación | Clasificación Estatal | Población no pobre | Clasificación Estatal |
| ---- | ----------- | ---------------------------------- | --------------------- | ------------------- | --------------------- | ------------------ | --------------------- |
| 2010 | Tlaxcala    | 0.778                              | 1°                    | 0.874               | 1°                    | 37.9%              | 1°                    |
| 2010 | Totolac     | 0.735                              | 2°                    | 0.802               | 3°                    | 32.6%              | 2°                    |
| 2010 | Apetatitlán | 0.730                              | 3°                    | 0.803               | 2°                    | 26.6%              | 3°                    |
| 2010 | Panotla     | 0.726                              | 4°                    | 0.726               | 4°                    | 23.6%              | 4°                    |

El producto interno bruto de la zona conurbada es de 14,861.00 millones de pesos que representa el 32% del PIB estatal, la ciudad de Tlaxcala aporta el 38% del PIB total de la zona conurbada y el 12% del PIB estatal. La ZM estatal representa el 45% del PIB estatal.

## Economía

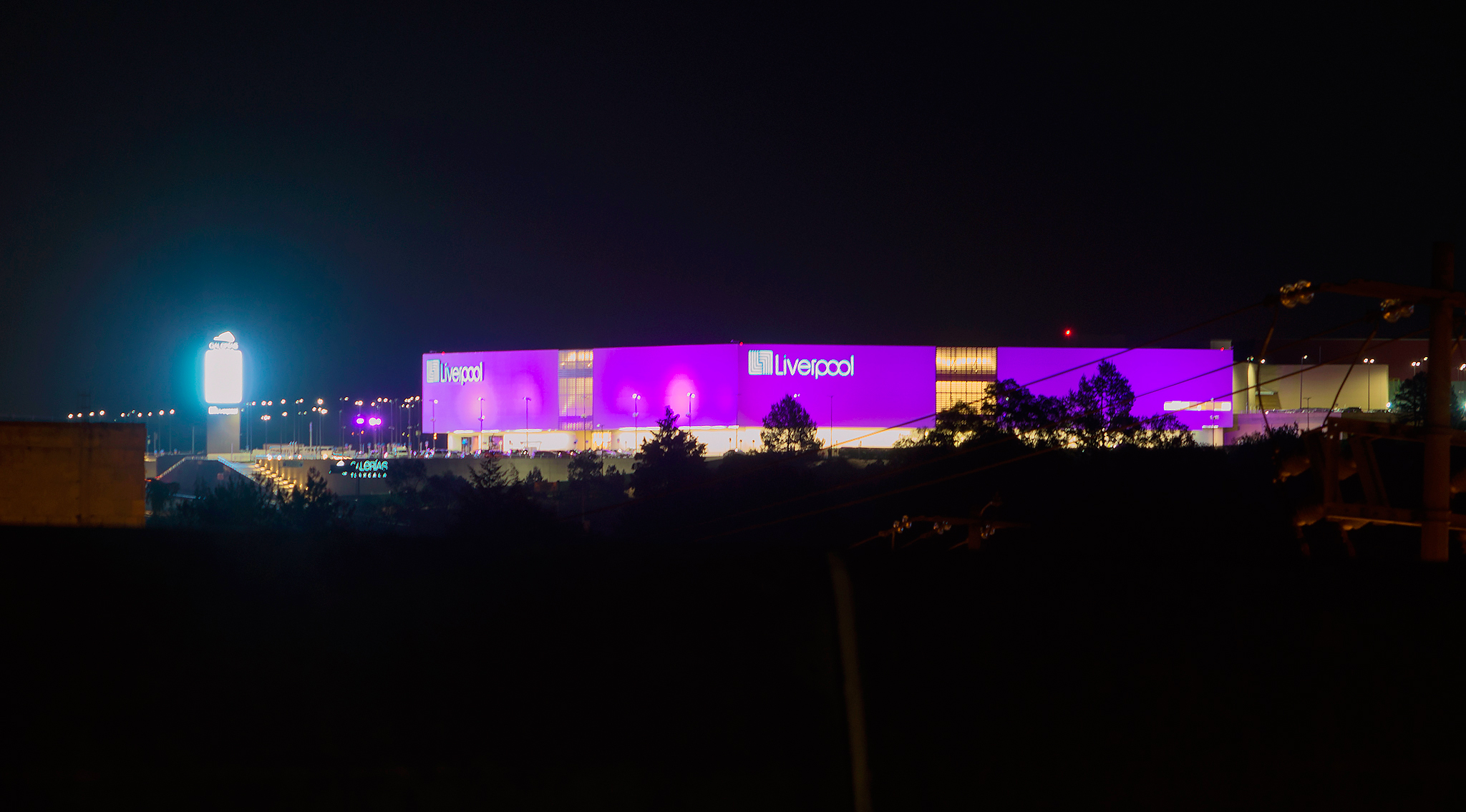
Centro comercial "Galerías Tlaxcala" ubicado en la zona sur de la ciudad sobre la vía rápida conocida como "periférico" a la altura de la localidad de Atlahapa.

El informe Doing Business 2014 publicado por el Banco Mundial (BM) y la Corporación Financiera Internacional (CFI) que califica a las economías por su facilidad para hacer negocios, la ciudad de Tlaxcala ocupa el 23.er lugar de las ciudades analizadas en México, subiendo tres puestos respecto al informe anterior.

### Comercio
Las más grandes e importantes cadenas del retail tienen presencia en el municipio, la oferta comercial está integrada entre otras por: tiendas de autoservicio, tiendas departamentales, tiendas de conveniencia y franquicias.

## Fiestas y tradiciones
- Carnaval de Tlaxcala: El carnaval de la ciudad de Tlaxcala se caracteriza por las danzas de origen nahua. También destacan el tormento del Tragafuegos (quemar un muñeco), los vistosos trajes y la Cuadrilla de Catrines, así como el desfile, los carros alegóricos y la representación del ahorcado.
- Feria de Tlaxcala: Conocida como la «Feria de todos los santos» esta se realiza a finales del mes de octubre y principios del mes de noviembre. Se ubica temporalmente en el centro expositor de la ciudad capital, donde se da oportunidad a ganaderos, artesanos, productores de prendas de vestir y joyería de dar a conocer sus productos para su venta. Existe un comité organizador por parte de la Oficialía Mayor de Gobierno del Estado que se encarga de la organización de este evento. Durante estos días de feria se presentan artistas de talla internacional en el palenque donde al inicio se presentan peleas de gallos. También se colocan lugares de comida, restaurantes y bares famosos del estado don de los visitantes pueden consumir alimentos y bebidas.[24]

- Bajada de la virgen de Ocotlán: Se realiza el tercer lunes de mayo. Esta tradición se conoce como “la bajada de la Virgen de Ocotlán” y es una tradición de las más representativas del estado de Tlaxcala, ya que no solo personas del interior de la república asisten, sino que también, en ocasiones personas del extranjero también van al recorrido, ya que es considera una Virgen muy milagrosa. Las calles se adornan con flores, papeles, festones y largos tapetes de flores y aserrín de colores. La peregrinación visita la Parroquia de San José y el Ex Convento Franciscano. De regreso, sube por la Capilla del Pocito (donde se apareció la imagen de la Virgen), y culmina con una misa en el atrio del bellísimo Santuario de Ocotlán, porque después de la procesión, se da inicio con una celebración eucarística. Según la religión católica la Virgen de Ocotlán representa “la sanación de los enfermos”, Debido a esto uno de los motivos principales por los que la gente asiste al recorrido es para dar gracias a la virgen por los favores recibidos.

## Gastronomía
En el municipio de Tlaxcala es típico saborear deliciosos platillos como la torta de avena, croquetas de chayotes, donas de carne, sopa tlaxcalteca, escamoles (larvas de hormiga) gusanos de maguey, chapulines, cacao y setas al pastor. El 16 de noviembre de 2010, el Comité Intergubernamental para la Salvaguardia del Patrimonio Cultural Inmaterial de la UNESCO integraba “La Cocina Tradicional de México, cultura comunitaria, ancestral, popular y viva” a su Lista Representativa del Patrimonio Cultural Inmaterial. Era la primera vez que el sistema alimentario de un país accedía al rango de Patrimonio Cultural de la Humanidad. La ciudad de Tlaxcala está incluida dentro de las rutas gastronómicas del país.

## Geografía
Tlaxcala se encuentra localizado en el centro sur del estado del mismo nombre, tiene una extensión territorial de 52 449 kilómetros cuadrados que representan el 1.31 % de la superficie del estado. 
El municipio tiene sus límites de la siguiente manera: colinda al noroeste con el municipio de Xaltocan, al norte con el municipio de Amaxac de Guerrero (localidad de San Damián Tlacocalpan), al noreste con Apetatitlán de Antonio Carvajal; al este con Chiautempan; al sureste con los municipios de La Magdalena Tlaltelulco, y Santa Isabel Xiloxoxtla; al sur con los municipios de Tepeyanco y San Jerónimo Zacualpan; al suroeste con los municipios de Tetlatlahuca y San Damián Texóloc; y al oeste con los municipios de Panotla y Totolac. 

### Orografía e hidrografía

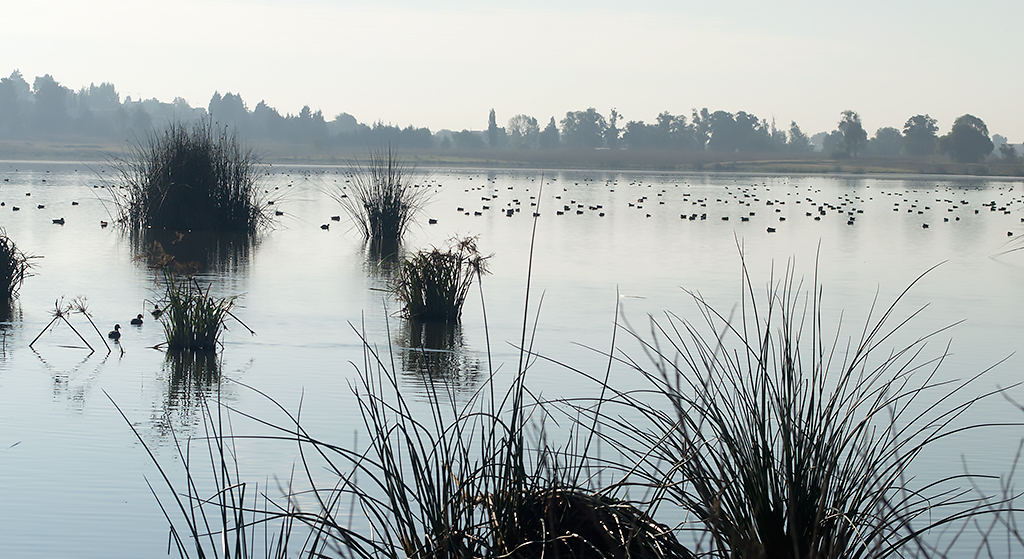
Laguna de Acuitlapilco

El territorio del municipio de Tlaxcala tiene una altitud que va de 2300 a los 2500 metros sobre el nivel del mar, su territorio es mayormente plano al formar parte del Valle de Puebla-Tlaxcala, pero con algunas formaciones de relieve principalmente en el extremo norte del territorio, donde se encuentran el Cerro Ostos de 2460 m s. n. m. y el Cerro Tepepan de 2320 m s. n. m. Fisiográficamente todo el municipio pertenece a la Provincia fisiográfica X Eje Neovolcánico y a la Subprovincia Lagos y Volcanes de Anáhuac.
La única corriente de importancia que recorre el municipio es el río Zahuapan, que lo atraviesa en la zona norte por un cauce de 6.6 kilómetros de longitud y en sentido noreste-suroeste, existen además otras corrientes menores que descienden de los cerros y se dirigen al Zahuapan, en su extremo sureste se encuentra la Laguna de Acuitlapilco, que en épocas pasadas fue un extenso lago y actualmente se encuentra sumamente recuperado. Todo el territorio municipal forma parte de la Cuenca del río Atoyac y de la Región hidrológica Balsas.

### Ecosistemas
El territorio municipal de Tlaxcala se encuentra mayoritariamente urbanizado y dedicado a la agricultura de temporal, por lo que las zonas de vegetación propia son cada vez menores, sin embargo, en las zonas del norte del municipio existen áreas boscosas donde las principales especies vegetales son pino blanco, ocote, encino, táscate y cedro blanco, en las zonas bajas abundan el agave, matorral, nopal y jacaranda. Entre las especies animales que se pueden encontrar están conejo, ardilla y tlacuache.

### Clima
En el municipio de Tlaxcala se registran dos tipos de climas, en el extremo norte Templado subhúmedo con lluvias en verano, de mayor humedad, y en el resto del territorio Templado subhúmedo con lluvias en verano, de humedad media; la temperatura media anual de todo el territorio es superior a los 14 °C; y la precipitación promedio anual de 800 a 1000 mm.
| Parámetros climáticos promedio de Tlaxcala                                          | Parámetros climáticos promedio de Tlaxcala | Parámetros climáticos promedio de Tlaxcala | Parámetros climáticos promedio de Tlaxcala | Parámetros climáticos promedio de Tlaxcala | Parámetros climáticos promedio de Tlaxcala | Parámetros climáticos promedio de Tlaxcala | Parámetros climáticos promedio de Tlaxcala | Parámetros climáticos promedio de Tlaxcala | Parámetros climáticos promedio de Tlaxcala | Parámetros climáticos promedio de Tlaxcala | Parámetros climáticos promedio de Tlaxcala | Parámetros climáticos promedio de Tlaxcala | Parámetros climáticos promedio de Tlaxcala |
| Mes                                                                                 | Ene.                                       | Feb.                                       | Mar.                                       | Abr.                                       | May.                                       | Jun.                                       | Jul.                                       | Ago.                                       | Sep.                                       | Oct.                                       | Nov.                                       | Dic.                                       | Anual                                      |
| ----------------------------------------------------------------------------------- | ------------------------------------------ | ------------------------------------------ | ------------------------------------------ | ------------------------------------------ | ------------------------------------------ | ------------------------------------------ | ------------------------------------------ | ------------------------------------------ | ------------------------------------------ | ------------------------------------------ | ------------------------------------------ | ------------------------------------------ | ------------------------------------------ |
| Temp. máx. abs. (°C)                                                                | 27                                         | 31                                         | 32                                         | 34                                         | 36                                         | 35                                         | 33                                         | 32                                         | 38                                         | 31                                         | 28                                         | 28                                         | 31                                         |
| Temp. máx. media (°C)                                                               | 17                                         | 20                                         | 24                                         | 27                                         | 29                                         | 26                                         | 23                                         | 23                                         | 23                                         | 22                                         | 21                                         | 18                                         | 24                                         |
| Temp. mín. media (°C)                                                               | 3                                          | 5                                          | 7                                          | 11                                         | 13                                         | 15                                         | 12                                         | 12                                         | 10                                         | 8                                          | 5                                          | 2                                          | 6                                          |
| Temp. mín. abs. (°C)                                                                | -8                                         | -3                                         | -1                                         | 1                                          | 7                                          | 8                                          | 9                                          | 6                                          | 2                                          | -1                                         | -6                                         | -9                                         | -3                                         |
| Precipitación total (mm)                                                            | 23                                         | 16                                         | 12                                         | 28                                         | 82                                         | 198                                        | 269                                        | 234                                        | 179                                        | 80                                         | 17                                         | 20                                         | 1112                                       |
| Fuente: Wunderground Weather, Tlaxcala, Tlaxcala, México, Temperatura Promedio 2010 |                                            |                                            |                                            |                                            |                                            |                                            |                                            |                                            |                                            |                                            |                                            |                                            |                                            |

### Mapas geográficos
Mapas geográficos del municipio de Tlaxcala.

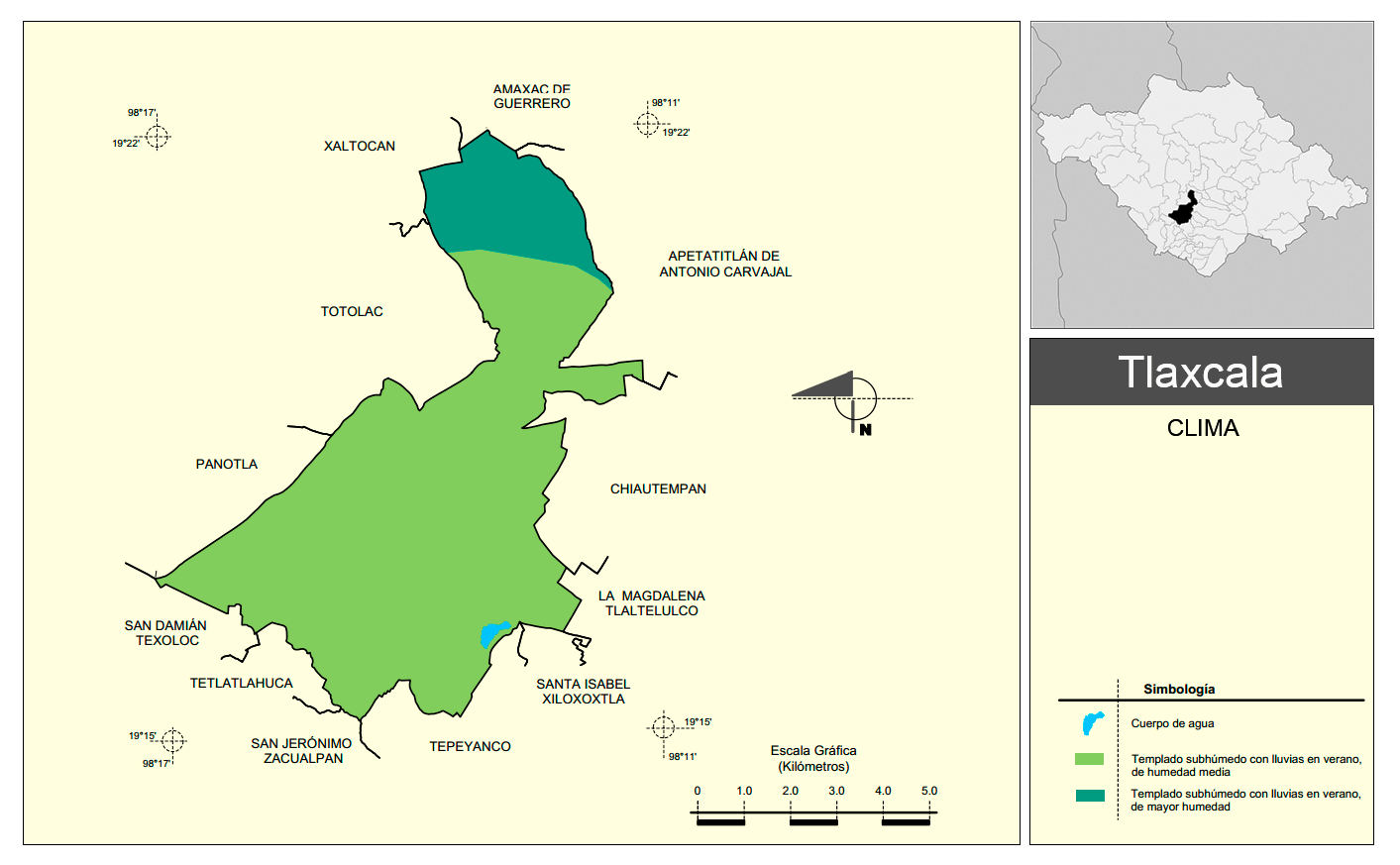
Clima
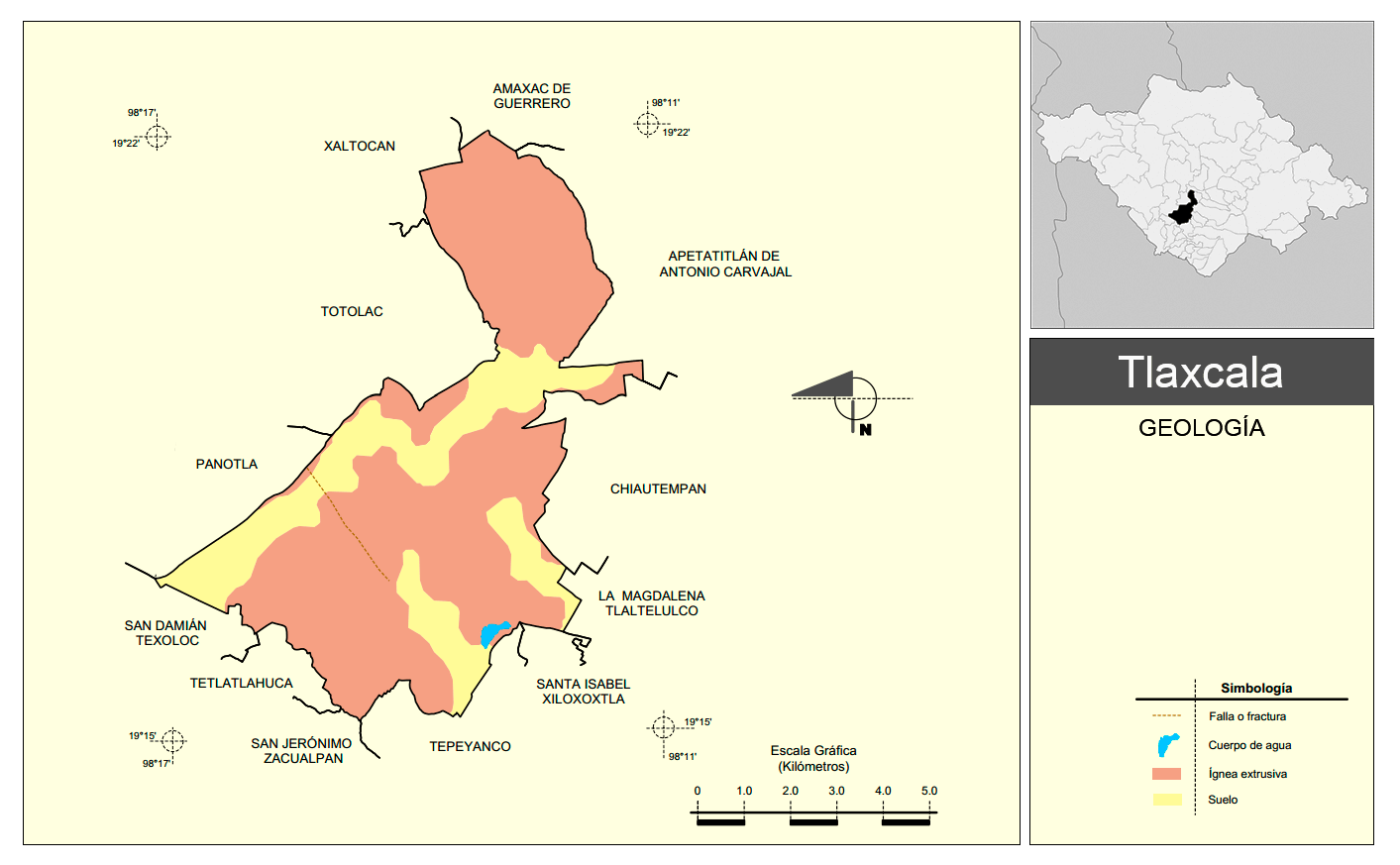
Geología
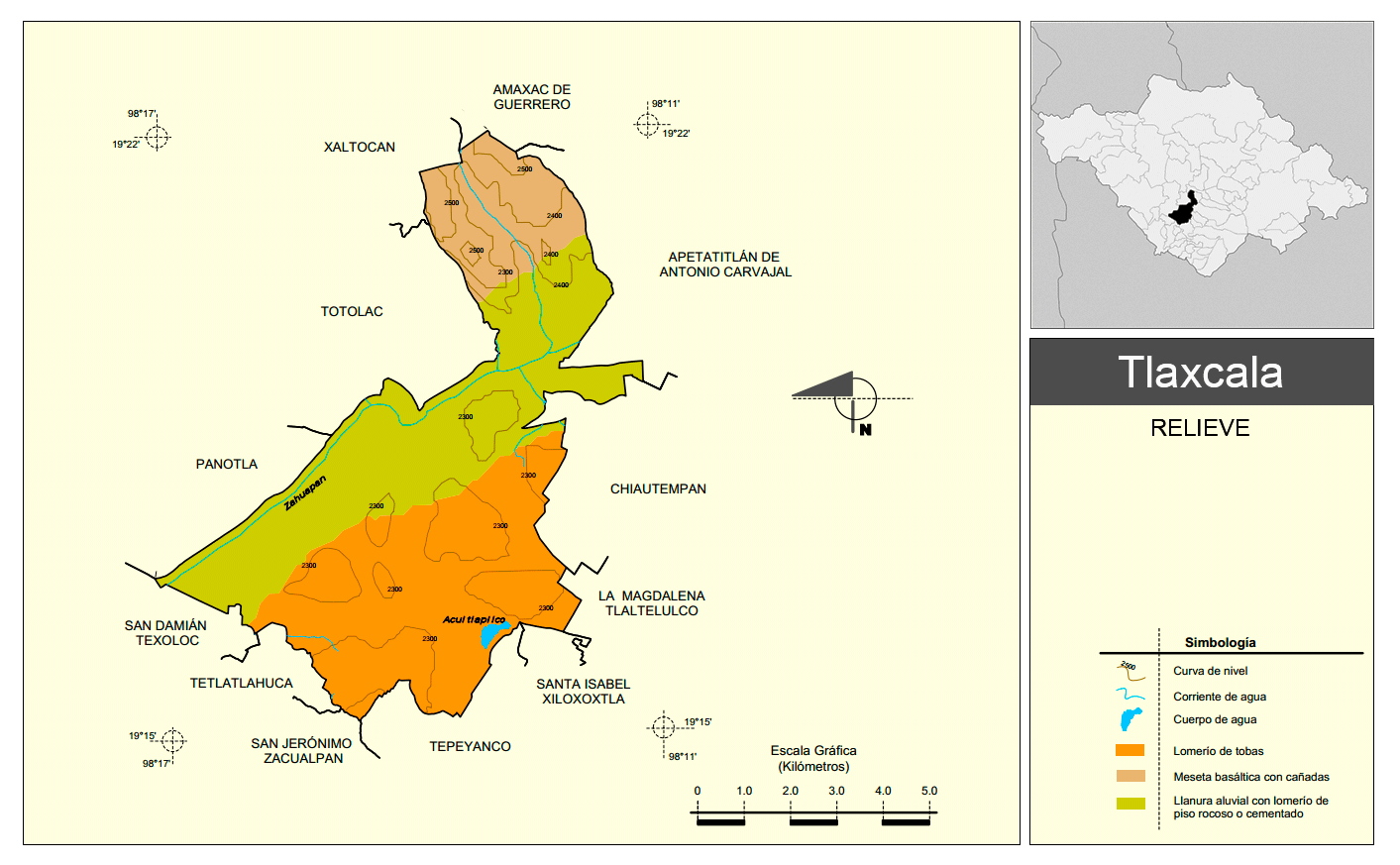
Relieve
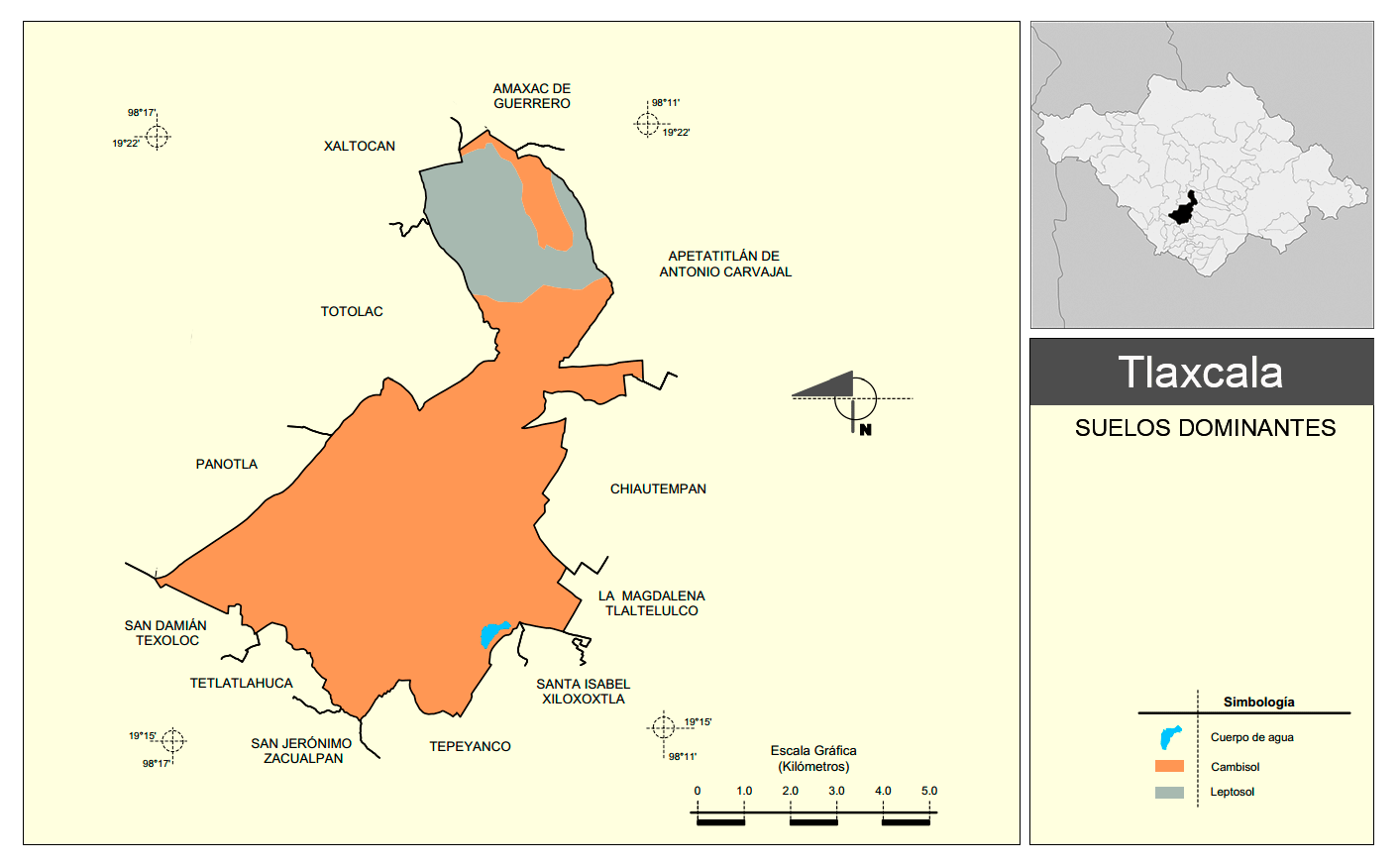
Suelos Dominates
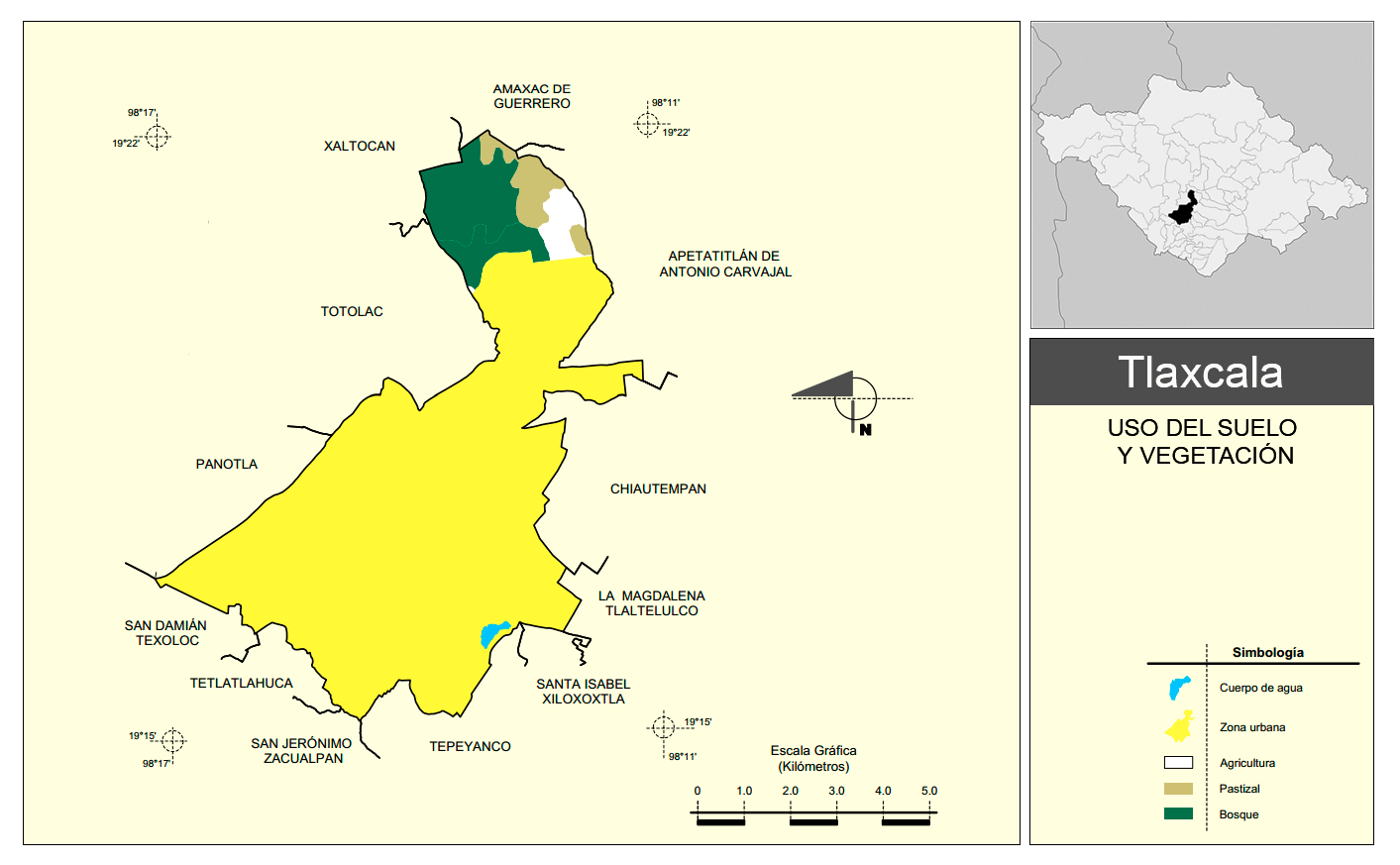
Suelo y Vegetación

## Salud pública

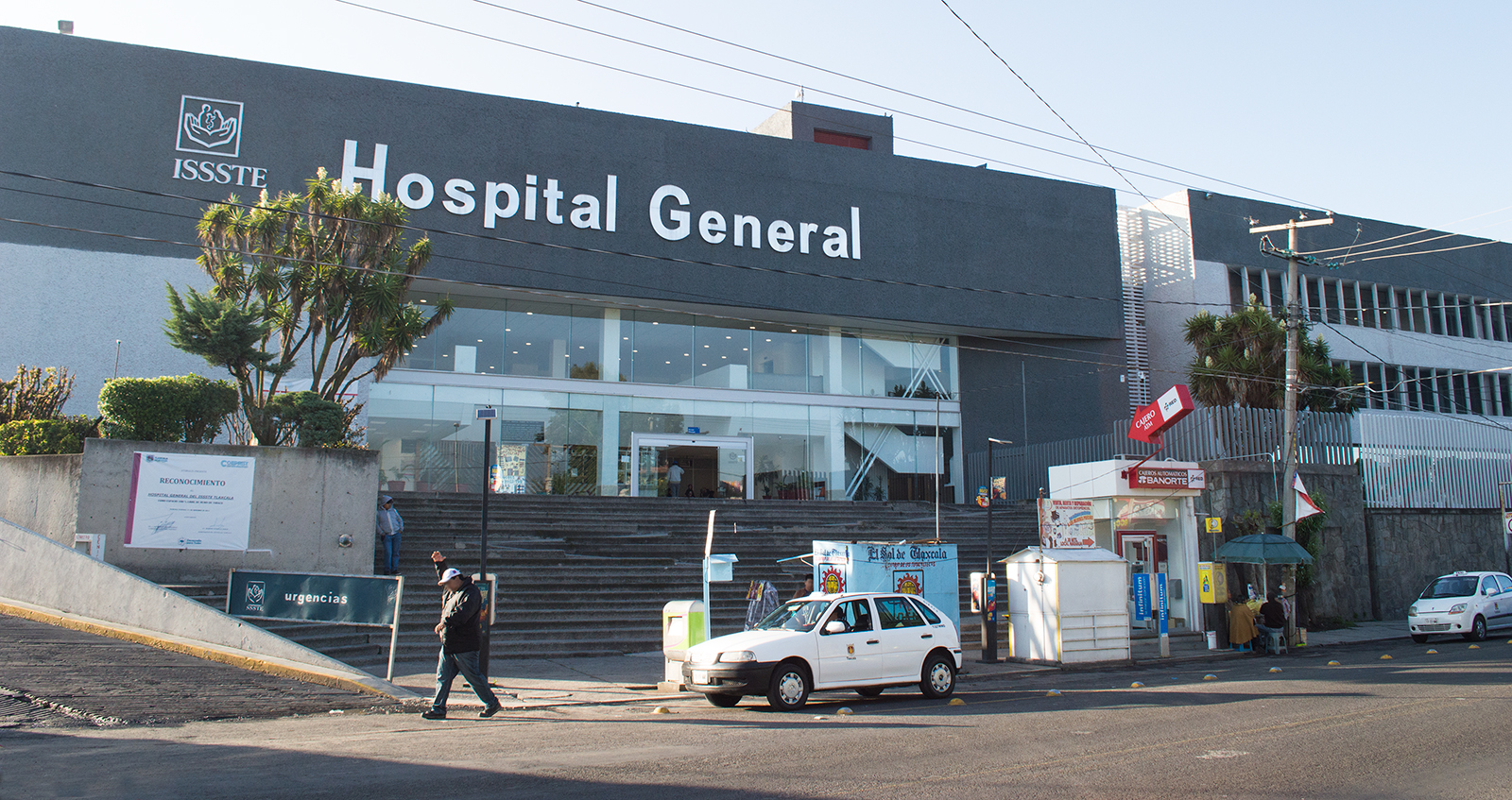
Hospital General del ISSSTE.

La infraestructura de hospitales generales del sector público está conformada por tres hospitales estatales pertenecientes al SESA: Hospital General de Tlaxcala, Hospital Infantil de Tlaxcala y Hospital de la Mujer (SESA) y de los hospitales federales que incluyen al: Hospital General de Subzona con Medicina Familiar (IMSS No.8), Hospital General de Zona (IMSS No.1) y Hospital General (ISSSTE).

## Deporte y recreación

### Espacios deportivos
El polideportivo público Carlos Castillo cuenta con una alberca semiolímpica de 25 metros, espacios recreativos, gimnasio y juegos lúdicos.

### Espacios naturales
El Jardín Botánico de Tizatlán es un centro de investigación, educación y difusión de los recursos naturales de Tlaxcala, además, es un espacio natural propicio para la recreación y esparcimiento. Sus 100 000 mts2 de extensión  están conformados principalmente por  áreas verdes y colecciones botánicas, también existe un invernadero y un vivero. El parque de la amistad tiene 150 000 mts2 de área forestal, cuenta con una pista para correr y se encuentra a un costado de la rectoría de la Universidad Autónoma de Tlaxcala. El parque de la juventud tiene 60 000 mts2 de  áreas verdes, cuenta con espacios para la práctica de deportes y pista para correr con superficie de tartán.

## Educación pública

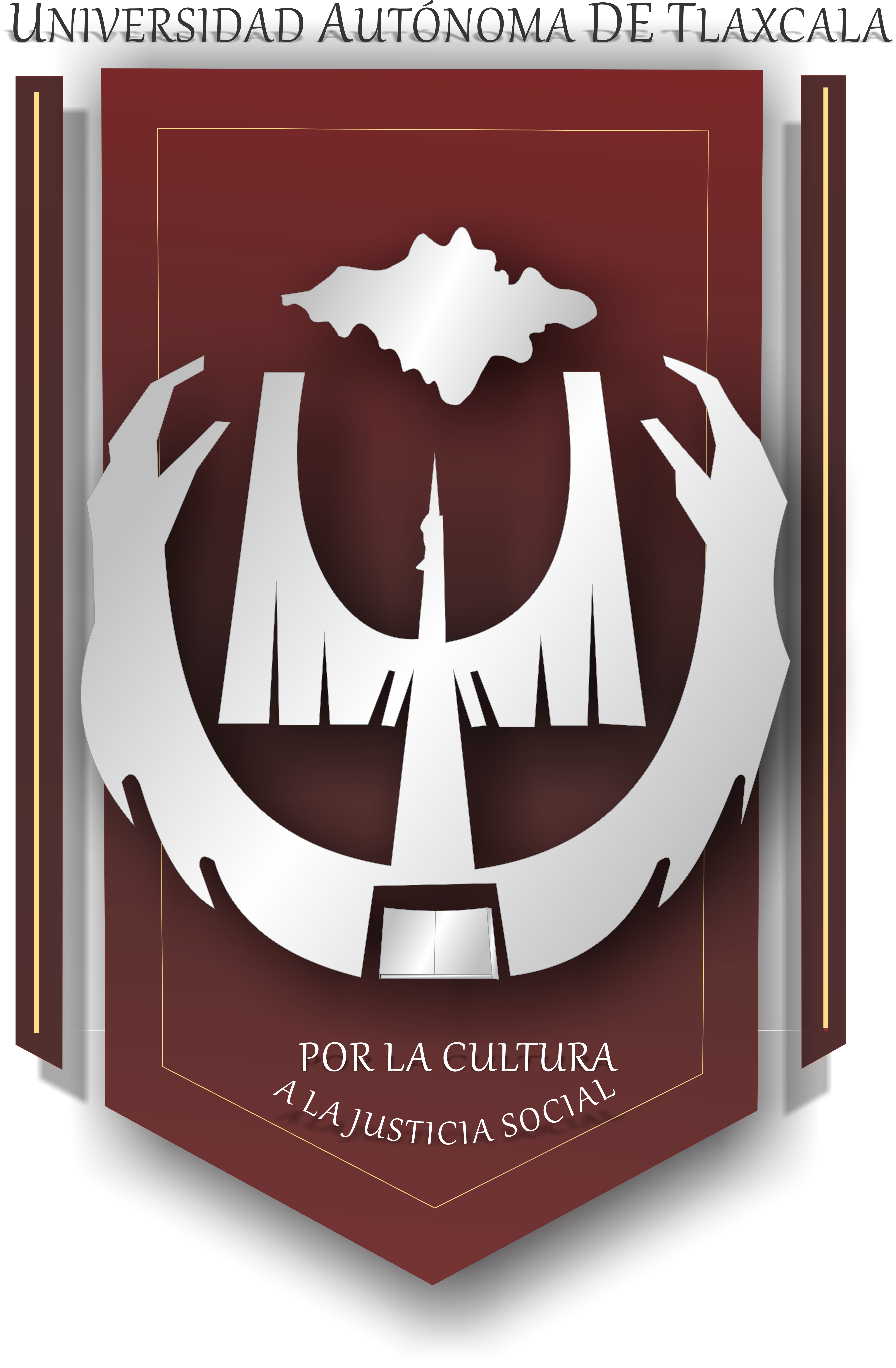
Escudo heráldico de la Universidad Autónoma del Estado de Tlaxcala.

La Universidad Autónoma de Tlaxcala (UAT) se constituyó el 20 de noviembre de 1976 mediante el Decreto n.º 95 emitido por el Congreso del Estado Libre y Soberano de Tlaxcala que dictó la Ley Orgánica que dio origen legal a la Institución, su lema es: "Por la Cultura a la Justicia Social”. La UAT es un organismo de servicio público, descentralizado, con personalidad jurídica, patrimonio propio y plena autonomía en su régimen jurídico económico y administrativo. 
La Dirección General de Educación Tecnológica Industrial (DGETI) es una dependencia adscrita a la Subsecretaría de Educación Media Superior (SEMS) dependiente de la Secretaría de Educación Pública que ofrece el servicio educativo de nivel medio superior tecnológico, la ciudad cuenta con el plantel 03 del  Bachillerato Tecnológico Industrial y de Servicios (CBTIS).  El Colegio de Bachilleres del Estado de Tlaxcala es un órgano público desconcentrado del Gobierno del Estado que coordina y norma la educación correspondiente al ciclo superior de Nivel Medio,  se rige por lo dispuesto en la Ley Federal de Educación y en la Constitución Política del Estado de Tlaxcala, la ciudad cuenta con el plantel 01 de este subsistema educativo.
La Subsecretaría de Educación Básica dependiente de la Secretaría de Educación Pública garantiza el derecho a la educación pública y gratuita, estipulado en el artículo tercero constitucional, a todas las niñas, niños y jóvenes asegurando la igualdad de oportunidades para acceder a una educación básica de calidad. La ciudad cuenta con diversas escuelas en los niveles de: preescolar general, CENDI, primaria general, secundaria general, secundaria técnica y telesecundaria.

## Transporte
Terminal terrestre con llegada de autobuses desde la central TAPO de la Ciudad de México y CAPU de la Ciudad de Puebla, también existen rutas hacia la Ciudad de Veracruz y la Ciudad de Pachuca. Además se cuenta con un helipuerto restringido para uso del gobierno estatal y un aeródromo de uso militar, ubicado en Atlangatepec, mismo que está siendo modernizado a fin de funcionar como Aeropuerto Nacional de Tlaxcala, al mes de septiembre de 2016 las obras llevan un 38% de avance y la finalidad es que sirva como un aeropuerto mixto con operaciones militares y comerciales.

## Política
El gobierno del municipio de Tlaxcala le corresponde al Ayuntamiento, que está conformado por el presidente municipal, un síndico y un cabildo compuesto por siete regidores electos por el principio de representación proporcional, todos son electos mediante voto universal, directo y secreto para un periodo de tres años que no son renovables para el periodo inmediato pero si de forma no continua y entran a ejercer su cargo el día 31 de agosto del año de la elección. En el año de 1985 el H. Ayuntamiento de la ciudad de Tlaxcala cambia la sede que ocupó durante cinco siglos en la casa consistorial al centro del portal Hidalgo.

### División administrativa
Para el gobierno interior del municipio este se divide en 11 Presidencias Municipales Auxiliares, los titulares de estos cargos son electos mediante voto universal, directo y secreto mediante planillas, durando en su cargo el mismo período que el ayuntamiento en 9 de las juntas; en las dos restantes (San Diego Metepec y San Sebastián Atlahapa) la elección es mediante el sistema de usos y costumbres.
| Demarcaciones territoriales del municipio de Tlaxcala |                  |                  |                              |               |
|                                                       |                  |                  |                              |               |
| Localidad                                             | Población (2015) | Superficie (km²) | Densidad de habitantes (km²) | Código postal |
| La Trinidad Tepehitec                                 |                  |                  |                              |               |
| Ocotlán                                               |                  |                  |                              |               |
| San Buenaventura Atempan                              |                  |                  |                              |               |
| San Diego Metepec                                     |                  |                  |                              |               |
| San Esteban Tizatlán                                  |                  |                  |                              |               |
| San Gabriel Cuauhtla                                  |                  |                  |                              |               |
| San Hipólito Chimalpa                                 |                  |                  |                              |               |
| San Lucas Cuauhtelulpan                               |                  |                  |                              |               |
| San Sebastián Atlahapa                                |                  |                  |                              |               |
| Santa María Acuitlapilco                              |                  |                  |                              |               |
| Santa María Ixtulco                                   |                  |                  |                              |               |
| Tlaxcala de Xicohténcatl                              |                  |                  |                              |               |

### Representación legislativa
Para la elección de diputados al Congreso de Tlaxcala y al Congreso de la Unión el municipio de Tlaxcala se encuentra integrado en los siguientes distritos electorales:
Local:
- I Distrito Electoral Local de Tlaxcala con cabecera en Tlaxcala de Xicohténcatl.
- II Distrito Electoral Local de Tlaxcala con cabecera en Tlaxcala de Xicohténcatl.

Federal:
- II Distrito Electoral Federal de Tlaxcala con cabecera en Tlaxcala de Xicohténcatl.[40]

### Presidentes municipales
- (1949 - 1953): Cándido Zamora Xochihua
- (1953 - 1955): Vicente Pedraza Romero
- (1955 - 1958): Rebeca Torres De Lira
- (1958 - 1961): Rafael Jiménez Piedras
- (1961 - 1964): José Luis Galván Rivera
- (1964 - 1967): Eliseo Valencia Vázquez
- (1967 - 1970): Nicolás Corona Popocatl
- (1970 - 1973): Antulio Aguilar Sánchez
- (1973 - 1976): Salvador Mata Primo
- (1976 - 1979): Tomas Munive Osorno
- (1979 - 1982): Joaquín Cisneros Fernández
- (1982 - 1985): David Briseño Munive
- (1985 - 1988): Ariel Lima Pineda
- (1988 - 1991): Vicente Juárez Carro
- (1991 - 1993): Joaquín Cisneros Fernández
- (1993 - 1995): Alfonso Minor
- (1995 - 1998): Cesáreo Teroba Lara
- (1998 - 2001): Víctor Hugo Cahuantzi González
- (2001 - 2004): Héctor Ortiz Ortiz
- (2004): Rogelio Camarillo López
- (2004 - 2008): Benito Hernández Fernández
- (2008 - 2009): Lorena Cuéllar Cisneros
- (2009 - 2011): Zenón Ramos Castillo
- (2011 - 2014): Pedro Pérez Lira
- (2014 - 2016): Adolfo Escobar Jardinez
- (2016 - 2021): Anabell Ávalos Zempoalteca
- (2021 - 2021): Mildred Vergara Zavala
- (2021 - 2023): Jorge Alberto Corichi Fragoso
- (2023 - 2024): Maribel Pérez Arenas
- (2024 - 2027): Alfonso Sánchez García